# Victoria del Reino Unido (1840-1901)
Victoria del Reino Unido (Victoria Adelaide Mary Louisa; Londres, 21 de noviembre de 1840-Kronberg, 5 de agosto de 1901) fue reina consorte de Prusia y emperatriz consorte de Alemania desde marzo de 1888 hasta junio del mismo año, como esposa del rey-emperador Federico III. Al mismo tiempo, fue princesa real del Reino Unido desde 1841 hasta 1858. Como primogénita de la reina Victoria y del príncipe consorte Alberto, fue heredera presuntiva a la Corona Británica desde su nacimiento hasta 1841. Desde su nacimiento hasta su matrimonio, fue princesa del Reino Unido.
Heredera de las ideas liberales de su padre, fue el principal apoyo del entonces príncipe heredero Federico, con quien se había casado a los 16 años, en su deseo de establecer una monarquía constitucional en Prusia y Alemania. Criticada por su conducta y por su origen inglés, Vicky (como la llamaba su familia) fue relegada al ostracismo tanto por los Hohenzollern como por la corte de Berlín. Su aislamiento aumentó aún más con la llegada de Otto von Bismarck al poder en 1862. La emperatriz no tuvo ocasión de influir en la política alemana durante las pocas semanas que duró el reinado de su marido en 1888, ya que padecía un cáncer de laringe en estado terminal. Federico no tuvo tiempo ni fuerzas para implantar las reformas con las que había soñado cuando era príncipe heredero.
Con la muerte de su esposo, fue definitivamente alejada del poder por su hijo, el káiser Guillermo II. Primero se instaló en Kronberg y posteriormente pasó a vivir en Schloss Friedrichshof, un palacio construido en homenaje a su marido. Cada vez más sola tras las bodas de sus hijas más pequeñas, Victoria murió de cáncer de mama en 1901, poco después de la muerte de su madre.
La correspondencia entre la emperatriz y su madre aún puede consultarse. Cerca de 4000 cartas enviadas a la reina Victoria y 3777 recibidas de ella están preservadas y catalogadas y dan una visión detallada sobre la forma de vivir de la corte prusiana entre 1858 y 1900.

## Princesa real británica

### Infancia y educación

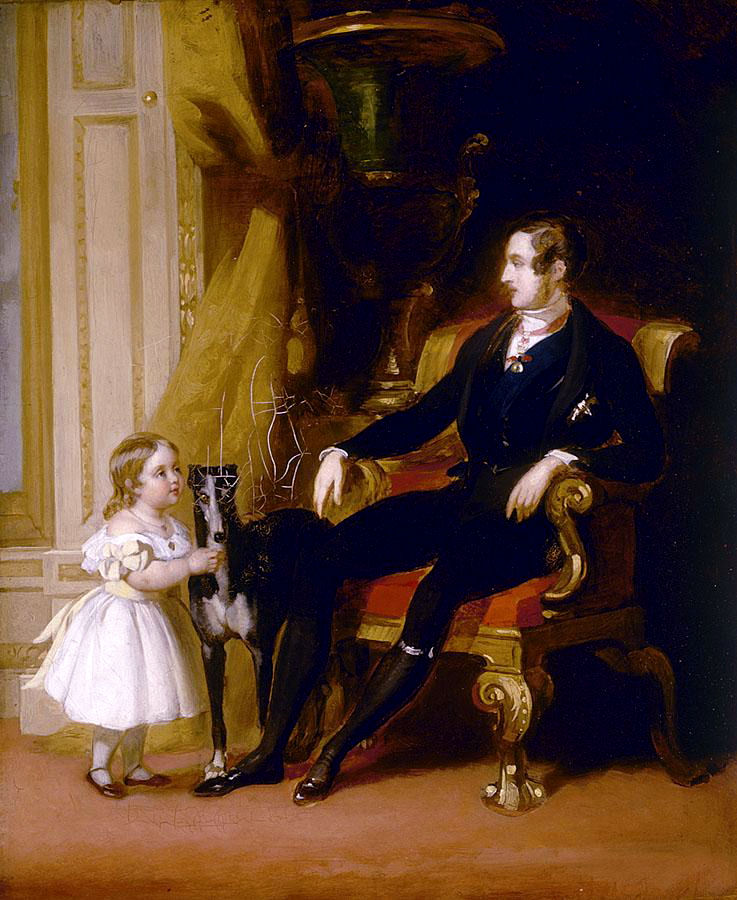
Victoria de niña con su padre, el príncipe Alberto, en 1841

Nacida en 1840, Victoria (a la que sus padres llamaban Vicky) fue la primera de los nueve hijos de la reina Victoria y su esposo, el príncipe Alberto de Sajonia-Coburgo y Gotha. Se le confirió el título de princesa real el 19 de enero de 1841 y se convirtió en la heredera presuntiva hasta el nacimiento de su hermano, el futuro Eduardo VII, el 9 de noviembre de ese mismo año. Fue bautizada en el Salón del Trono del palacio de Buckingham el 10 de febrero de 1841 por William Howley, arzobispo de Canterbury, siendo sus padrinos su abuelo paterno, el duque Ernesto I de Sajonia-Coburgo y Gotha; su abuela materna, la duquesa de Kent; su tío abuelo materno y paterno a la vez, el rey Leopoldo I de Bélgica; sus tíos abuelos maternos, el duque de Sussex y la duquesa de Gloucester (ambos hijos del rey Jorge III), y su tía abuela política materna, la reina viuda Adelaida del Reino Unido. La pareja real quería darle a sus hijos la educación más completa posible, pues la reina, que sucedió a su tío con 18 años, declaró que no había sido lo suficientemente preparada para reinar. Por su parte, el príncipe Alberto, originario del pequeño ducado de Sajonia-Coburgo-Gotha, recibió de su tío, Leopoldo de Bélgica, una educación mucho más cuidada.

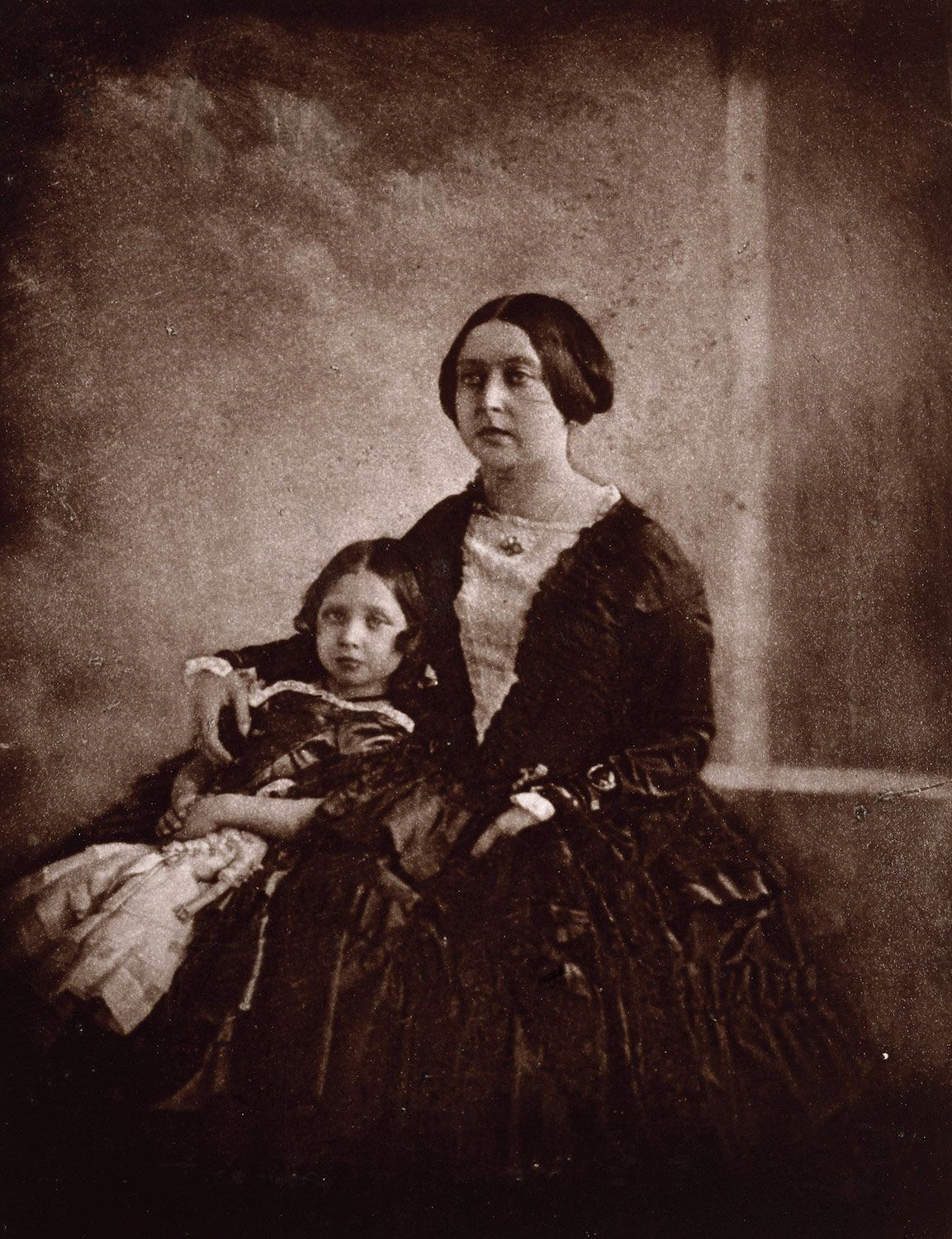
Fotografiada junto a su madre, la reina Victoria, hacia 1844

Poco después del nacimiento, el príncipe Alberto escribió un memorando detallado sobre las tareas y deberes de todas las personas involucradas en la educación de los infantes. Un año y medio después, otro documento de 48 páginas, escrito por el barón von Stockmar, íntimo de la pareja real, detallaba los principios educacionales para los pequeños príncipes. Sin embargo, la ignorancia de los padres sobre el desarrollo de un niño era considerable hasta el punto de que la reina creía que el hecho de que la pequeña Victoria chupara las pulseras era un síntoma de mala educación. Según Hanna Pakula, biógrafa de la futura emperatriz de Alemania, las dos primeras preceptoras de la princesa fueron escogidas con bastante criterio. Especialista en lidiar con niños, lady Littleton empezó a dirigir el nido por donde pasaban todos los hijos del matrimonio real a partir del segundo año de la princesa. Diplomática, la joven consiguió hacer agradables las exigencias, a veces descabelladas, de los padres para con los príncipes. Sarah Anne Hildyardm, segunda preceptora de Victoria, fue una profesora dedicada y competente, que desarrolló una estrecha relación con su pupila.
Con solo un año y medio de edad, la princesa recibía clases de francés, y antes de los cuatro, empezó a hablar alemán. A partir de los seis años, Victoria tenía clases desde las 8:20 hasta las 18:00, con tres horas de descanso, y su currículo incluía clases de geografía, aritmética e historia. Al contrario que su hermano, cuyo plan de estudios era aún más riguroso, ella se convirtió en una alumna excelente, siempre ansiosa por aprender. A pesar de esto, también fue descrita como una persona temerosa y traviesa.
La reina Victoria intentó alejar todo lo que pudo a sus hijos de la vida en la corte. Por ello, la pareja real adquirió el castillo de Osborne, en la isla de Wight, que fue remodelado al estilo de una villa napolitana, según el proyecto diseñado por el propio Alberto. Cerca del edificio principal, el príncipe consorte mandó construir un chalé de inspiración suiza con una pequeña cocina y un taller de carpintería. En este sitio, los niños aprendieron a cocinar y a realizar trabajos manuales. Alberto desempeñó un papel importante y directo en la educación de sus hijos, pues seguía de cerca su progreso, les daba lecciones y pasaba mucho tiempo jugando con ellos.

### Primer encuentro con los Hohenzollern

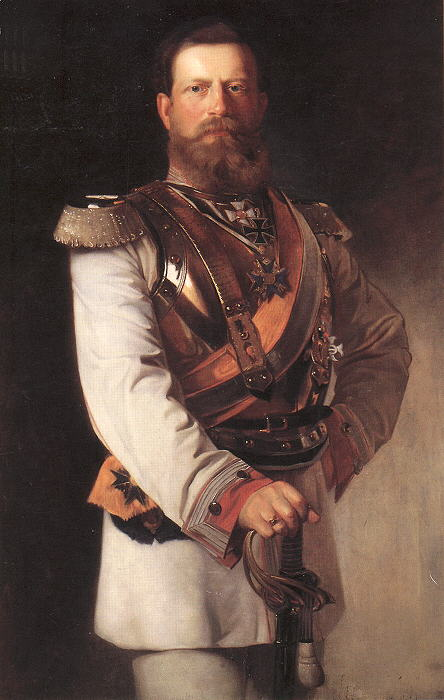
Federico, príncipe heredero de Prusia, futuro esposo de Victoria

El príncipe heredero Guillermo de Prusia y su esposa, la princesa Augusta de Sajonia-Weimar-Eisenach, estaban entre los miembros de las casas reales que tenían a la reina Victoria y al príncipe Alberto como amigos y aliados. La soberana británica mantenía correspondencia regular con su prima liberal desde 1846, no obstante, los lazos entre las dos parejas se fortalecieron en 1848, cuando la revolución de Marzo llegó a Berlín obligando a Guillermo y a Augusta a refugiarse durante tres meses en la corte británica.
En 1851, Guillermo volvió a Londres con su esposa y sus dos hijos (Federico y Luisa) para visitar la Gran Exposición. Fue la primera vez que Victoria vio a su futuro marido y, a pesar de la diferencia de edad entre ambos (ella tenía 11 años y él 19), congeniaron muy bien. La joven princesa fue la encargada de ser la guía de Federico durante la exposición. Como el inglés del príncipe no era muy bueno, Victoria se comunicaba con él con un alemán bastante fluido. Años más tarde, Federico aún recordaba lo que le impresionó esa mezcla de carácter infantil, curiosidad intelectual y dignidad natural que la princesa había demostrado durante su visita.
Victoria no fue la única que impresionó positivamente a Federico en las cuatro semanas que él estuvo en Inglaterra. El joven prusiano encontró en el príncipe Alberto un interlocutor con quien compartió y fortaleció sus ideas liberales. Las relaciones entre los miembros de la familia real británica (especialmente entre la reina, el príncipe consorte y sus hijos) y la vida en la corte londinense, menos rígida y conservadora que la berlinesa, fascinaron a Federico.
Tras su vuelta a Alemania, Federico inició un intercambio de correspondencias con Victoria. Sin embargo, detrás de esa amistad floreciente, estaba el deseo de la familia real del Reino Unido de forjar lazos más estrechos con Prusia. En una carta enviada a su tío, Leopoldo I, además de cuestiones sobre la soberanía británica, la reina Victoria expresó sus esperanzas en el estrechamiento de vínculos entre los dos jóvenes.

### Compromiso con Federico de Prusia

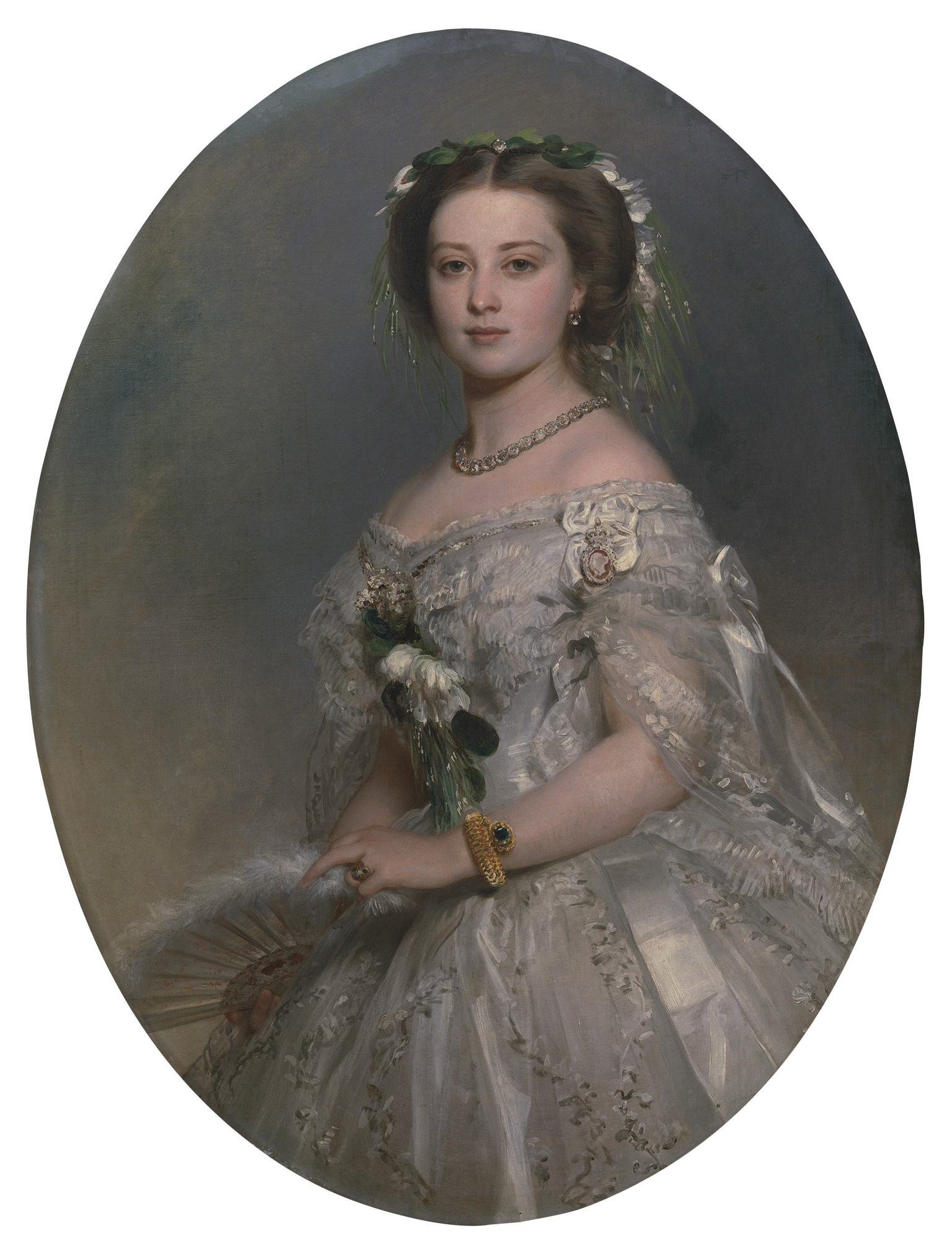
La princesa real, retratada por Franz Xaver Winterhalter en 1857

Como Victoria, Federico recibió una educación bastante completa con profesores importantes como el escritor Ernst Moritz Arndt y el historiador Christoph Friedrich Dahlmann. Siguiendo la tradición de los Hohenzollern, recibió asimismo una rigurosa formación militar.
En 1855, Federico realizó un nuevo viaje a Gran Bretaña y visitó a la familia real en el castillo de Balmoral en Escocia. El propósito de este nuevo viaje era evaluar a la princesa como posible pretendienta. En Berlín, mientras, esta visita no se veía con agrado porque en la corte prusiana muchos preferían ver al heredero al trono casado con una gran duquesa rusa. El rey Federico Guillermo IV de Prusia también se mostró reticente a permitir el matrimonio de su sobrino con una princesa británica y llegó incluso a mantenerlo en secreto delante de su esposa, cuya anglofobia era notable.
Cuando recibió la visita de Federico, la princesa real apenas tenía 15 años. La reina Victoria temía que el heredero al trono prusiano no encontrase a su hija atractiva pues, además de medir solo 1,50 m, estaba muy alejada del ideal de belleza de aquella época. Sin embargo, desde la primera cena con el príncipe, quedó claro para la soberana y su marido que la simpatía mutua de la joven pareja era la misma que en 1851. De hecho, tras solo tres días con la familia real, Federico pidió la mano de Victoria. A pesar de estar satisfechos con el compromiso, la reina y el príncipe consorte declararon que no consentirían el matrimonio hasta que su hija cumpliera los 17 años.
Con el apoyo de Federico a la condición impuesta por la reina Victoria, el compromiso se anunció públicamente el 17 de mayo de 1856. El proyecto, sin embargo, fue criticado por la opinión pública británica, que no aceptaba la neutralidad prusiana durante la guerra de Crimea. En un artículo incendiario, el Times describió a los Hohenzollern como una «dinastía miserable», cuya permanencia en el trono dependía únicamente de Rusia y con una política exterior incoherente y de poca confianza. El periódico también criticó la falta de garantías políticas dadas a la población por el rey Federico Guillermo IV durante la revolución de marzo. En Alemania, la reacción al anuncio del compromiso no fue unánime, pues contaba con la oposición de los Hohenzollern y los conservadores, aunque la unión con la Corona británica era bienvenida en los círculos liberales.

### Preparación para el papel de princesa prusiana
El príncipe Alberto formaba parte de los «Liberales de Vormärz» y siempre apoyó el «Plan Coburgo», que defendía la idea de una Prusia liberal como ejemplo para otros estados alemanes para intentar alcanzar la unidad en torno a los principados germánicos. Durante la estancia voluntaria del príncipe Guillermo en Londres en 1848, el príncipe consorte ya había intentado convencer a su primo Hohenzollern de la necesidad de transformar Prusia en una monarquía constitucional al estilo británico. Mientras, el futuro emperador alemán no escuchó los argumentos de Alberto y mantuvo sus ideas ultraconservadoras.
Deseando convertir a su hija en un instrumento de liberalización de Alemania, Alberto aprovechó los dos años de compromiso entre Victoria y Federico para dar a la princesa real la formación más amplia posible. Él mismo le enseñó historia y le escribió numerosos ensayos sobre los acontecimientos de Prusia. Sin embargo, el príncipe consorte sobreestimaba la capacidad del movimiento liberal para llevar a cabo una reforma en Alemania en un momento en que solo una pequeña parcela de la clase media y algunos círculos intelectuales compartían sus ideales en la Confederación Germánica. Era un papel particularmente difícil el que el príncipe Alberto confiaba a su hija, especialmente en una corte tan crítica como la de los Hohenzollern.

### Asuntos domésticos y matrimonio

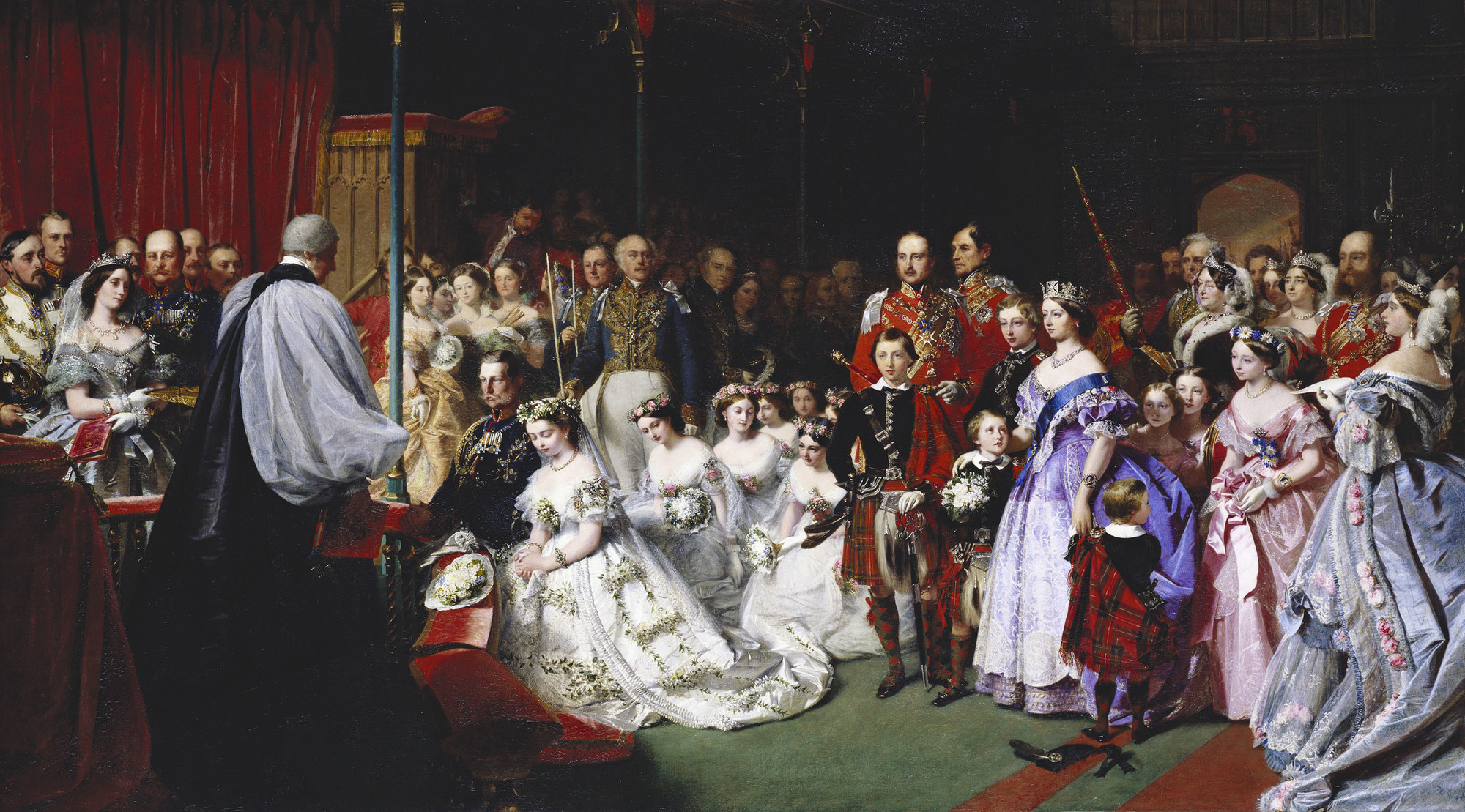
Boda de la princesa Victoria y del príncipe Federico, el 25 de enero de 1858. Pintura de John Phillip

Para pagar la dote de la princesa real, el parlamento británico le concedió una suma de 40 000 libras, así como otras 8000 anualmente. Mientras tanto, en Berlín, el rey Federico Guillermo IV le concedió a su sobrino una suma anual de solo 9000 táleros. La renta del heredero al trono de Prusia era insuficiente para mantener su posición y la de su prometida. Consta que, a lo largo de su matrimonio, Victoria costeó con su propio dinero gran parte de los gastos de la pareja.
El séquito berlinés de la pareja real fue escogido por la reina Isabel Luisa de Baviera y por la madre de Federico, la princesa Augusta. Sin embargo, las dos llamaron para el servicio de la pareja a personas que les habían servido muchos años en la corte y, por lo tanto, eran mucho mayores que Victoria y Federico. Por ello, el príncipe Alberto solicitó permiso a los Hohenzollern para enviar a Alemania al menos dos damas de compañía británicas con edades similares a las de su hija, pero su pedido no fue atendido. Como compensación, la princesa recibió dos damas de compañía de origen alemán: las condesas Walburga von Hohenthal y Marie zu Lynar. Alberto, sin embargo, consiguió imponer a Ernest von Stockmar, hijo de su amigo, el conde Christian Friedrich von Stockmar, como secretario particular de su hija.
Convencido de que la unión de una princesa británica con el heredero al trono de Prusia sería considerado un honor por los Hohenzollern, Alberto insistió en que su hija pudiera mantener el título de princesa real después del matrimonio. Sin embargo, en la antibritánica y prorrusa corte de Berlín, la decisión del príncipe no hizo más que aumentar la antipatía contra Victoria.
No obstante, el lugar de la boda fue uno de los asuntos que levantó las mayores críticas y polémicas. Para los Hohenzollern, era natural que la boda del heredero al trono de Prusia se realizara en Berlín. Sin embargo, la reina Victoria insistió en casar a su hija mayor en su país, como finalmente sucedió. La unión entre Victoria y Federico se celebró el 25 de enero de 1858 en la capilla real del palacio de St. James en Londres.

## Princesa de Prusia

### Blanco de críticas
Con la mudanza de Victoria a Berlín, se inició un intercambio significativo de correspondencias entre la princesa y sus padres. Cada semana, la joven enviaba una carta a su padre en la que le comentaba los acontecimientos políticos en Alemania. La mayoría de esas cartas se conservan hoy día y son una fuente valiosa de información sobre la corte prusiana.
Esas cartas demuestran asimismo el deseo de la reina Victoria de controlar cada movimiento de su hija, a quien le exigía que se comportara como una princesa británica, aunque estuviera en Alemania. Sin embargo, ese comportamiento provocó a la princesa gran incomodidad en actos significativos. Un ejemplo era el protocolo a seguir debido a la muerte de algún pariente distante de ambas familias reales: en Londres, se guardaba un periodo de luto de un mes, mientras que en Prusia era de apenas una semana. En estos casos, Victoria estaba obligada a respetar el protocolo de la casa de Hohenzollern, postura que su madre criticó pues esta entendía que, como princesa real e hija de la monarca del Reino Unido, debía respetar el protocolo británico.
Preocupado por las consecuencias que las continuas críticas maternas podían causar al equilibrio mental de la princesa, el barón von Stockmar solicitó al príncipe Alberto que obligara a la reina a moderar sus exigencias. Por otra parte, el barón no consiguió impedir ni reducir los ataques que su protegida sufría en los círculos rusófilos y anglófobos de la corte de Berlín. La joven eran también blanco frecuente de comentarios agresivos y mordaces por parte de la familia de sus suegros.

### Funciones oficiales

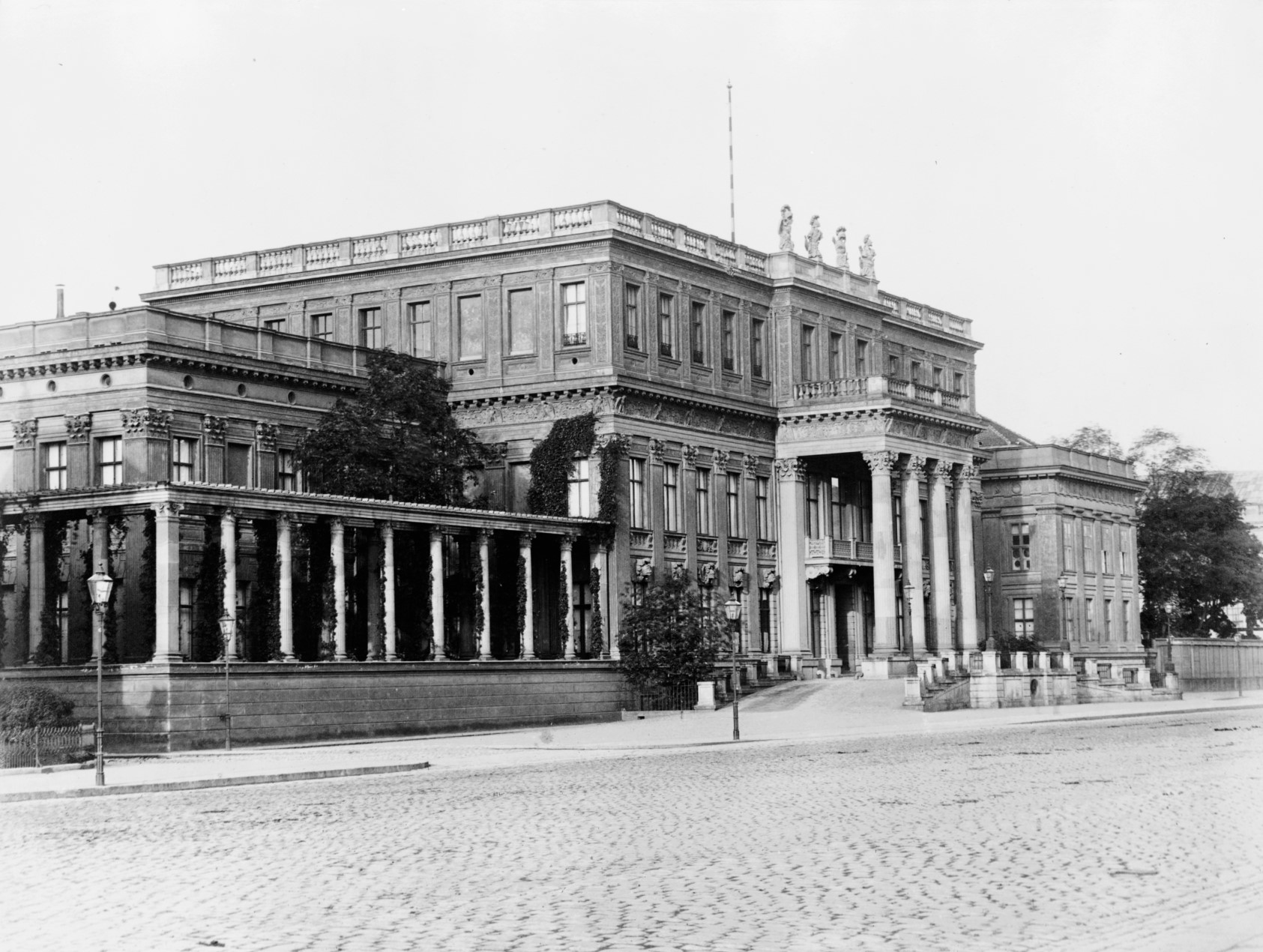
El Kronprinzenpalais, fotografiado en la segunda mitad del

Con solo 17 años, Victoria tuvo que realizar diversas y tediosas tareas oficiales. Casi todas las noches tenía que comparecer en cenas formales, representaciones teatrales o recepciones públicas. Si parientes extranjeros de los Hohenzollern visitaban Berlín o Potsdam, sus deberes protocolares eran aún mayores: muchas veces, Victoria tenía que estar a las 7:00 en la estación de trenes para recibir a los invitados de la familia real y a veces tenía que comparecer en fiestas oficiales tras la medianoche.
Después de la boda, Federico Guillermo IV dispuso una antigua ala del Palacio Real de Berlín como residencia de la pareja. Sin embargo, el edificio se encontraba en un pésimo estado de conservación y no tenía ni siquiera bañera. En noviembre de 1858, Victoria y Federico se mudaron al Kronprinzenpalais y recibieron el Nuevo Palacio de Potsdam como residencia de verano.

### El primer parto

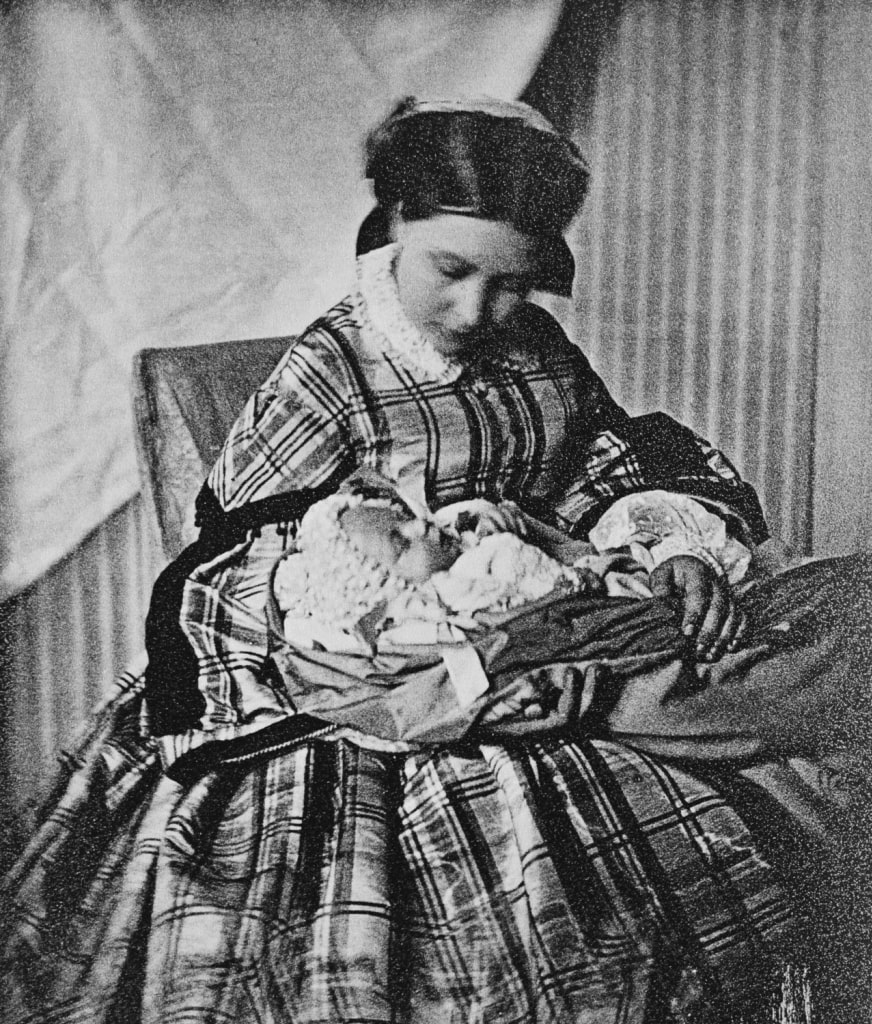
Victoria fotografiada con su hijo Guillermo, en marzo de 1859

Un año después de la boda, el 27 de enero de 1859, Victoria dio a luz a su primer hijo, el futuro káiser Guillermo II de Alemania. El parto fue bastante complicado, ya que la criada responsable de alertar a los médicos sobre el inicio de las contracciones tardó en dar el aviso. 
Además, los ginecólogos dudaron en examinar a la princesa, que solo llevaba un camisón de franela. El bebé se encontraba en posición podálica y la tardanza en el parto podía causar la muerte tanto de la princesa como de su hijo.
Finalmente, los médicos consiguieron salvar a ambos, pero el niño sufrió una lesión en los nervios del plexo braquial, lo que le provocó una parálisis en el brazo izquierdo. Con el paso del tiempo, el miembro se desarrolló de forma anormal y, en la edad adulta, el brazo izquierdo del príncipe era 15 cm más corto que el derecho. También se especula que el parto laborioso provocó un cuadro de sufrimiento fetal, que privó al futuro emperador de oxígeno durante algunos minutos y le habría acarreado otras secuelas neurológicas.
Los médicos intentaron tranquilizar a Victoria y a Federico afirmándoles que el bebé se recuperaría totalmente de sus lesiones. Aun así, la pareja optó por no informar a la corte británica sobre la enfermedad de Guillermo. Sin embargo, con el paso de las semanas, quedó claro que el brazo del niño no se recuperaría y, tras cuatro meses de dudas, la princesa decidió dar la triste noticia a sus padres. Por suerte para Victoria, el nacimiento de su segunda hija, la princesa Carlota, el 24 de julio de 1860, fue tranquilo y sin incidentes.

## Princesa heredera de Prusia

### Una situación delicada
Con la muerte de Federico Guillermo IV el 2 de enero de 1861, su hermano, que ya actuaba como regente desde 1858, ascendió al trono como Guillermo I. Federico fue oficializado como príncipe heredero, pero su situación en la corte no cambió mucho: su padre se negó a aumentar su sueldo y Victoria siguió contribuyendo significativamente al presupuesto familiar con su dote y sus prerrogativas. En una carta al barón von Stockmar, el príncipe Alberto le comentó la situación:

Para mí es obvio que cierta persona se opone a la independencia financiera de la princesa... [Ella] no solo no ha recibido un centavo de Prusia, lo que ya es calamitoso, sino que además ha tenido que usar su dote, lo cual no debería ser necesario. Si le niegan el dinero al pobre príncipe heredero por tener una «mujer rica», lo que van a conseguir es empobrecerla.

Además de las limitaciones financieras, a Federico y a Victoria se le acumularon más problemas. Como heredero al trono, no podía realizar viajes allende las fronteras sin el permiso del rey. Corría el rumor de que tal medida quería limitar los viajes de Victoria a su tierra natal. Tras su llegada al trono, Guillermo I recibió una carta del príncipe Alberto en la que este le pedía implícitamente que la constitución prusiana sirviera como ejemplo para otros estados alemanes. Sin embargo, esta carta aumentó el resentimiento del monarca por el consorte británico y por Federico y Victoria, que compartían las mismas ideas liberales.

### Pérdida de su padre y crisis política

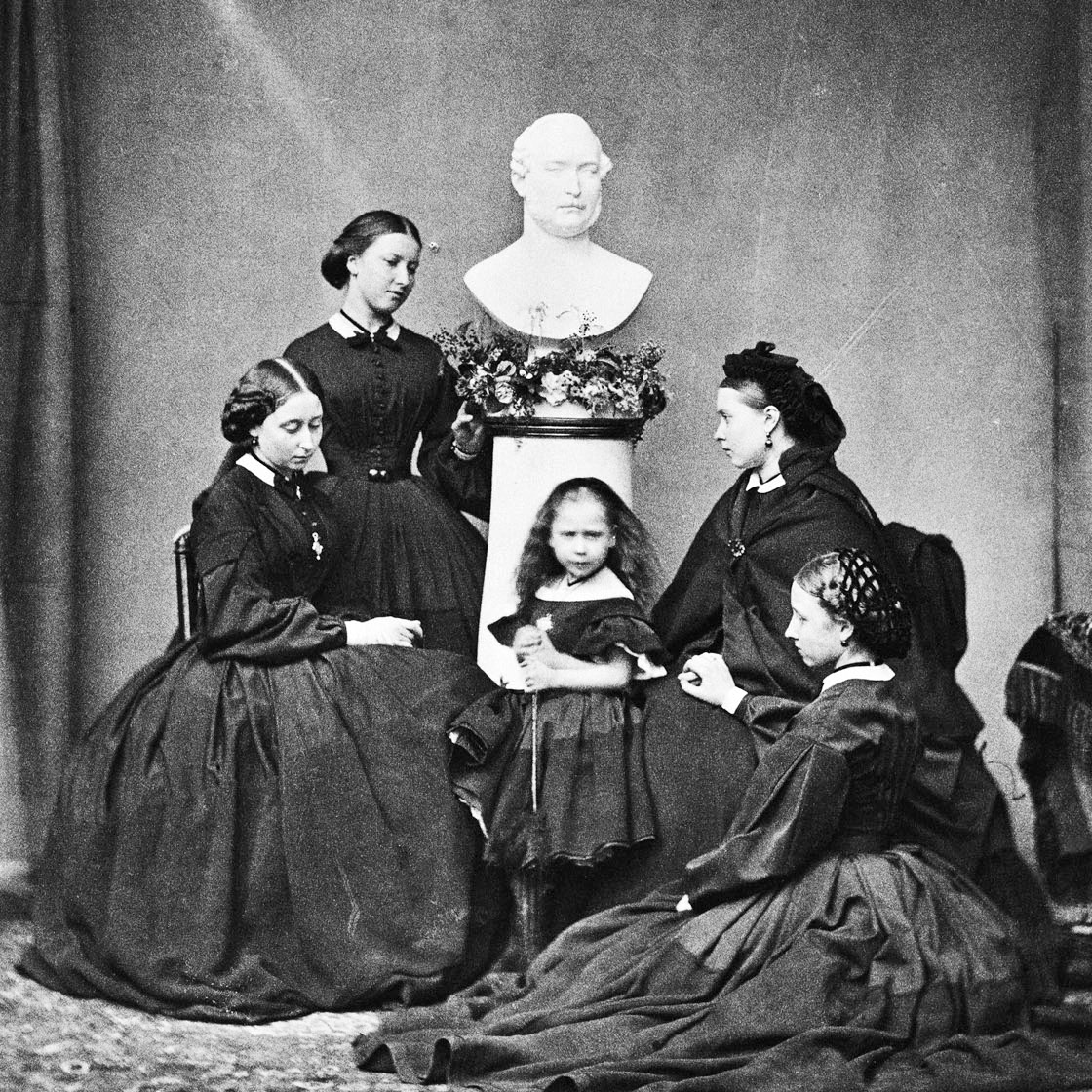
El luto de las princesas británicas. En esta imagen, datada de 1862, se encuentran las cinco hijas del príncipe Alberto y la reina Victoria (Vicky, Alicia, Beatriz, Elena y Luisa) en torno al busto de su difunto padre

El 14 de diciembre de 1861, con solo 42 años, el príncipe Alberto, padre de Victoria, murió de fiebre tifoidea. Con una relación muy estrecha con su progenitor, la princesa quedó devastada con la noticia y fue con su marido al Reino Unido para asistir al funeral. Tras el acto, se produjo la primera gran crisis del reinado de Guillermo I y la pareja, aún de luto, no estaba preparada para enfrentarse a ella. El parlamento prusiano negó al soberano el dinero necesario para su plan de reorganización del ejército. Sin embargo, el rey consideraba la reforma como algo primordial y decidió disolver el parlamento el 11 de marzo de 1862. Al hacerlo, el monarca reavivó el conflicto constitucional prusiano. En un duro enfrentamiento entre la corona y la Dieta, el rey llegó a considerar fijar un plazo para dejar el cargo.
Ante esta perspectiva, Victoria intentó convencer a su marido para que aceptara la abdicación de su padre. Sin embargo, el príncipe no estaba de acuerdo con su esposa y apoyó al rey para que se mantuviera firme ante la Dieta. Para Federico, la abdicación de un soberano tras un conflicto con el parlamento crearía un precedente peligroso y debilitaría a sus sucesores, así como también consideraba que apoyar a la renuncia de su padre en su favor sería una grave negligencia en sus deberes como hijo.
Finalmente, Guillermo optó por no abdicar y nombró al conde Otto von Bismarck como primer ministro de Prusia el 22 de septiembre. Líder del Partido Conservador, el político estaba dispuesto a gobernar sin mayoría parlamentaria e incluso sin presupuesto autorizado. El rey quedó satisfecho con la situación, pero su esposa, la liberal reina Augusta, y, especialmente, su hijo y su nuera, criticaron duramente la decisión. Sin embargo, Bismarck permaneció al frente del gobierno prusiano y, posteriormente, del alemán hasta 1890 y contribuyó decisivamente al aislamiento del príncipe heredero y de su esposa.

### Aislamiento creciente
Con el estallido del conflicto constitucional prusiano, la oposición entre liberales y conservadores en Berlín alcanzó su punto álgido. Sospechosos de apoyar a los parlamentarios contra Guillermo I, el príncipe heredero y su esposa fueron objeto de durísimas críticas. El viaje que la pareja hizo por el Mediterráneo en octubre de 1862 a bordo del yate real británico sirvió de pretexto para que los conservadores acusaran a Federico de abandonar a su padre en un momento de gran tensión política. También destacaron el hecho de que el príncipe viajase a bordo de una embarcación extranjera escoltada por un navío de guerra inglés.
Tras el anuncio del compromiso entre su hermano, el príncipe Eduardo de Gales con la princesa Alejandra de Dinamarca, hija del futuro Cristián IX y representante de un estado rival de Prusia, la posición de Victoria en la corte de Berlín se vio aún más debilitada. Para la opinión pública alemana, la princesa fue la responsable de incentivar esta unión entre Dinamarca y el Reino Unido.
Federico provocó un incidente al criticar abiertamente la política de su padre y de Bismarck. Durante la visita oficial a Danzig, el heredero al trono rechazó públicamente una orden emitida por el primer ministro el 1 de junio de 1863 que permitía a las autoridades prusianas prohibir la publicación de un periódico cuyo contenido fuera considerado inadecuado. Enfurecido con el discurso de su hijo, Guillermo le acusó de desobediencia y lo amenazó con suspenderlo de sus funciones en el ejército e incluso excluirlo de la sucesión al trono. A los círculos conservadores, que exigían un castigo ejemplar, se unieron las voces del príncipe Carlos, hermano menor del rey y del general Edwin von Manteuffel, que creían que Federico debía ser sometido a una corte marcial. Naturalmente, Victoria no fue inmune a estas críticas de los conservadores. De hecho, muchos sospechaban que ella estaba detrás de las palabras del discurso del heredero en Danzig.
Severamente criticada en Alemania, la pareja vio su comportamiento elogiado en el Reino Unido. El Times escribió: «Es difícil imaginar un papel más desafiante que el del príncipe heredero y el de su esposa, que se encuentran sin un consejero, entre un monarca cobarde, un gabinete impetuoso y una población indignada». El apoyo del periódico británico se convirtió en una nueva fuente de problemas para la pareja. El artículo contenía detalles cotidianos que hacían entrever que la princesa reveló informaciones confidenciales a la prensa. Las autoridades abrieron una investigación contra ella y, debido a la presión de estas, el secretario personal de Victoria, el barón von Stockmar, acabó renunciando a su cargo.

### Guerra de los Ducados
En el escenario internacional, el primer ministro Bismarck intentaba conseguir la unidad alemana en torno a Prusia. Sus planes consistían en acabar con la influencia austriaca en la Confederación Germánica e imponer la hegemonía prusiana en Alemania. Fiel a sus objetivos, Bismarck llevó a Prusia a la llamada guerra de los Ducados contra Dinamarca en 1864. Sin embargo, el primer ministro contó con la ayuda de Austria en el conflicto.
A pesar de las relaciones del príncipe de Gales con Copenhague, el gobierno británico se negó a intervenir en la guerra entre la Confederación Germánica y Danesa. Aun así, este hecho tuvo cierta importancia en la familia real, que se encontraba profundamente dividida por el conflicto. Además, en Berlín, muchos sospechaban que Victoria no se alegraba de los éxitos militares de Prusia contra el país de su cuñada Alejandra.
A pesar de las críticas y de la desconfianza, la princesa apoyaba a las tropas alemanas. A ejemplo de Florence Nightingale, que había contribuido para mejorar los cuidados médicos de los soldados británicos en la guerra de Crimea, la princesa se involucró en socorrer a los soldados heridos. Durante las conmemoraciones del cumpleaños de Guillermo I, Victoria creó, junto con su marido, un fondo social para las familias de soldados muertos o gravemente heridos.
Durante la guerra, Federico se alistó en el ejército prusiano y formó parte de los combates bajo las órdenes del mariscal de campo Friedrich von Wrangel, distinguiéndose por su valor en la batalla de Dybbøl que marcó la derrota danesa frente a la coalición austro-prusiana. Satisfecha con la victoria alemana, la princesa esperaba que el éxito militar de su marido pudiera animar al pueblo a entender que ella era la esposa del heredero al trono. En una carta a Federico, se quejó de las críticas constantes y del hecho de ser considerada demasiado inglesa en Prusia y demasiado prusiana en Inglaterra.
Con la victoria final sobre Dinamarca y el tratado de Viena del 30 de octubre de 1864, se definió que los ducados de Schleswig, Holstein y Lauenburg serían administrados por un gobierno austro-prusiano. Sin embargo, esta nueva división se convirtió en una fuente de conflictos entre Viena y Berlín.

### Guerra austro-prusiana

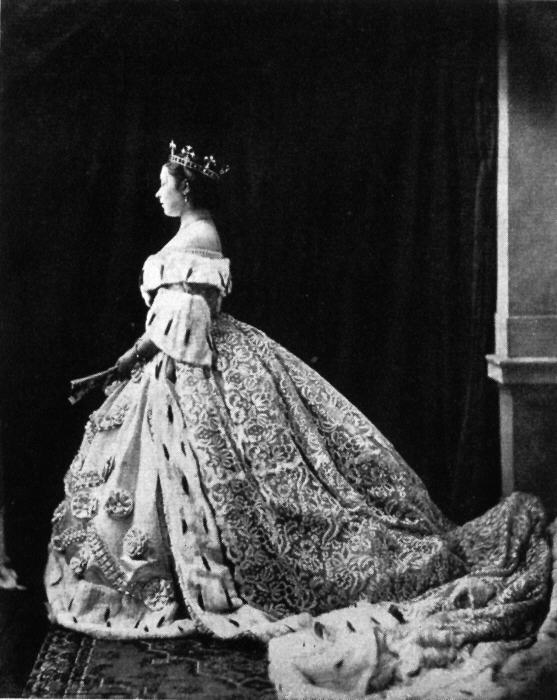
Victoria durante la coronación de Guillermo I como rey de Prusia, en 1865

Tras la guerra de los Ducados, Alemania vivió un corto periodo de paz. La Convención de Gastein, firmada por los dos vencedores el 14 de agosto de 1865, colocaba la antigua provincia danesa bajo control austro-prusiano y cada país ocupó una parte de los ducados. Sin embargo, diferencias de opinión sobre la administración de las provincias desencadenaron rápidamente un conflicto entre los antiguos aliados. El 9 de junio de 1866, Prusia ocupó Holstein, que estaba administrado por Austria. Por su parte, Viena solicitó a la Dieta de Fráncfort una movilización general de los estados germánicos contra Prusia, lo que sucedió el 14 de junio.
Considerando la decisión ilegal, Berlín proclamó la disolución de la Confederación Germánica e invadió Sajonia, Hanóver y Hesse-Kassel. Durante la batalla de Sadowa, en la que el príncipe Federico tuvo un papel decisivo, Austria sufrió una pesada derrota y terminó capitulando. Finalmente, con la Paz de Praga, Viena se retiró de la unión alemana. Schleswig-Holstein, Hannover, Hesse-Kassel, el ducado de Nassau y la ciudad de Fráncfort del Meno fueron anexionados por Prusia.
Poco después de la victoria de Prusia en Sadowa, Bismarck solicitó al parlamento dinero extra para el ejército, lo que levantó una nueva polémica entre los parlamentarios liberales. Federico recibió con satisfacción la creación de la Confederación Alemana del Norte, que unió Prusia y algunos principados germánicos, pues veía que era el primer paso para la unificación alemana. Sin embargo, la Confederación estaba lejos de adoptar las ideas liberales del príncipe. A pesar de haber sido elegido democráticamente, el Reichstag no tenía las mismas competencias ni los mismos poderes que un parlamento. Además, los soberanos locales, que tenían más interés en mantener sus prerrogativas, y la nueva constitución alemana dieron muchos poderes al ahora canciller Bismarck. Menos entusiasmada que su marido, Victoria consideraba la Confederación Alemana del Norte como una extensión del sistema político prusiano que ella tanto odiaba. A pesar de todo, mantenía viva la esperanza de que esa situación fuera temporal y pudiera crearse una Alemania unida y liberal.

### Vida familiar

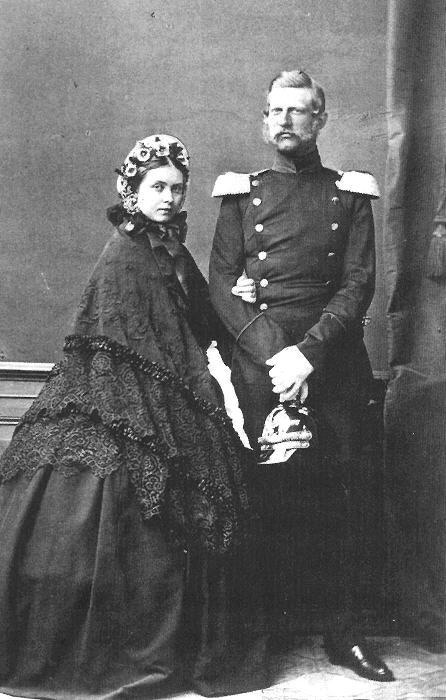
Fotografía de la princesa Victoria, junto a su esposo, el príncipe Federico de Prusia, en los años 1860

Durante la guerra austro-prusiana, Victoria y Federico recibieron un duro golpe. Segismundo, el cuarto hijo de la pareja, murió de meningitis con poco menos de dos años, algunos días antes de la batalla de Sadowa. Este hecho debilitó a la princesa, unido a que no encontró consuelo ni en su madre ni en sus suegros. La madre de Federico, Augusta, exigió a Victoria que, en vez de autocompadecerse, volviera rápidamente a cumplir sus funciones oficiales. Por otro lado, su madre, que estaba aún de luto por la pérdida del príncipe Alberto, no entendía los sentimientos de su hija y consideraba que la pérdida de un hijo era mucho menos grave que la de un marido.
Con la paz restaurada en Alemania, el príncipe heredero era constantemente enviado al exterior para representar a la corte de Berlín. En esos viajes, Victoria raramente lo acompañaba, en un intento de limitar sus gastos como consecuencia de sus estrecheces económicas. Por otro lado, la princesa estaba también preocupada en dedicar el mayor tiempo posible a sus hijos. A pesar de la muerte de Segismundo, la familia real siguió creciendo entre 1866 y 1872, con la llegada de cuatro nuevos hijos. Mientras que los hermanos mayores (Guillermo, Carlota y Enrique) fueron dejados al cuidado de la gobernanta, los más pequeños (Segismundo, Victoria, Waldemar, Sofía y Margarita) fueron criados personalmente por Victoria, lo que supuso un punto de conflicto tanto con su madre como con su suegra.
En Berlín, la posición de Victoria aún era difícil, y sus relaciones con la reina Augusta, de ideas también liberales, seguían siendo tensas. Cualquier gesto de la princesa, por inofensivo que fuera, era un pretexto para las peores críticas por parte de la soberana como, por ejemplo, cuando optó por utilizar un carro empujado por dos caballos en vez del tradicional empujado por cuatro. La oposición entre ambas mujeres llegó a tal punto que la reina Victoria se vio obligada a interceder en favor de su hija ante Guillermo I.

### Guerra franco-prusiana
El 19 de julio de 1870 estalló la guerra franco-prusiana, que supuso la caída del Segundo Imperio francés. Como en los conflictos anteriores contra Dinamarca y Austria, Federico participó activamente en la lucha contra los franceses. Al frente del 3.er ejército alemán, tuvo un papel decisivo en las batallas de Frœschwiller-Wœrth y de Wissembourg, aunque también destacó en la batalla de Sedán, durante el asedio de París. Celoso por el éxito militar del heredero al trono, Bismarck intentó minar su prestigio. El canciller aprovechó la llegada tardía del 3.er ejército a París para acusar a Federico de proteger Francia por presión de su madre y de su esposa. Durante una cena oficial, Bismarck acusó a la reina y a la princesa de ser ardientemente francófilas, incidente que pronto llegó a los periódicos.
El compromiso de Victoria en favor de los soldados heridos no tuvo ninguna repercusión en la prensa alemana. En Hamburgo la princesa mandó construir un hospital militar, corriendo ella con todos los costes, además de visitar a los heridos de guerra en Wiesbaden, Biberach, Bingen, Bingerbrück, Rüdesheim y Maguncia. Sin embargo, al hacer esto, la princesa fue acusada de realizar tareas normalmente atribuidas a la reina, lo que provocó la ira de sus suegros. Finalmente, Guillermo I le ordenó que parase su «teatro de caridad» y volviera a Berlín para representar a la familia real.

## Princesa heredera de Alemania

### Proclamación del Imperio alemán

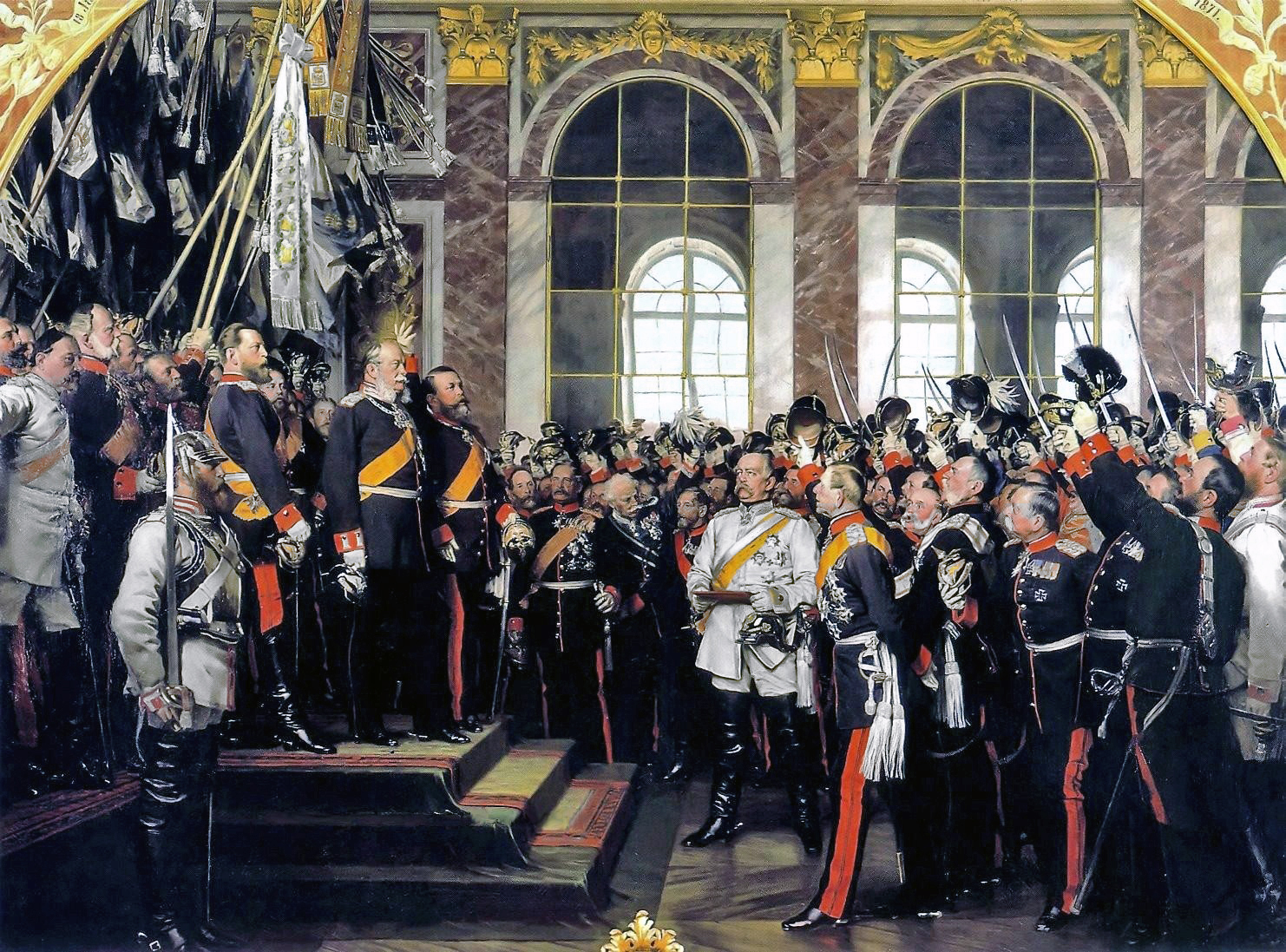
Proclamación del Imperio alemán en la sala de los Espejos de Versalles, obra de Anton von Werner (1885). Bismarck está en el centro de la imagen con uniforme blanco; a la izquierda de Guillermo I se encuentra su yerno Federico I de Baden y a su derecha está su hijo, Federico

El 18 de enero de 1871, en el 170 aniversario de la ascensión de los Hohenzollern a la dignidad real, los príncipes de la Confederación Alemana del Norte y los del sur de Alemania (Baviera, Baden, Wurtemberg y Hesse-Darmstadt) proclamaron a Guillermo I emperador en la galería de los Espejos del palacio de Versalles, uniendo simbólicamente sus estados al nuevo Imperio alemán. Así, Federico se convirtió, en príncipe heredero de Alemania, mientras que Bismarck fue nombrado canciller imperial. Posteriormente, los estados católicos del sur de Alemania, que anteriormente estaban vinculados a Prusia por una unión aduanera, se incorporaron a la Alemania unificada por los tratados de Versalles (26 de febrero de 1871) y Fráncfort (10 de mayo de 1871).

### Una princesa ilustrada
A pesar de ser nombrado mariscal de campo en virtud de su desempeño militar en las guerras de las décadas de 1860, Federico no recibió el mando de ninguna tropa tras la guerra franco-prusiana. En realidad, el káiser no confiaba en su propio hijo e intentó alejarlo de los asuntos de estado debido a sus ideas «demasiado inglesas». El príncipe heredero fue nombrado «protector de los museos reales», tarea que, de cierta manera, entusiasmó a su esposa. Siguiendo los consejos de su padre, Victoria había continuado su formación intelectual tras su llegada a Alemania: leía a Goethe, Lessing, Heine y Stuart Mill y frecuentaba los círculos intelectuales con su marido. El escritor Gustav Freytag era amigo íntimo de la pareja real y Gustav zu Putlitz fue nombrado camarero real de Federico durante algún tiempo. A pesar de la indignación de su madre, Victoria también se interesó por la Teoría de la Evolución de Darwin y por las ideas del geólogo británico Lyell. Ansiosa por comprender los principios del socialismo, leyó a Karl Marx y animó a su esposo a frecuentar el salón de la condesa Marie von Schleinitz, lugar conocido por ser punto de encuentro de los opositores de Bismarck.
Al contrario que muchos de sus contemporáneos, Victoria y Federico rechazaban el antisemitismo. En una carta a su madre, la princesa criticó duramente el ensayo Das Judenthum in der Musik («El judaísmo en la música») de Richard Wagner al considerarlo ridículo e injusto. En cuanto a Federico, este no dudó en aparecer en sinagogas cuando se produjeron manifestaciones de odio contra los judíos en Alemania, especialmente a principios de 1880. Tanto en el Kronprinzenpalais como en el Nuevo Palacio de Potsdam, la pareja real recibió a muchos plebeyos, incluyendo a algunas personalidades judías, lo que inevitablemente provocó la desaprobación del káiser y de la corte. Entre sus invitados, estaban los médicos Hermann von Helmholtz, Rudolf Virchow, el filósofo Eduard Zeller y el historiador Hans Delbrück.
Amante del arte, Victoria también apreciaba la pintura y llegó a recibir clases de Anton von Werner y Heinrich von Angeli. También apoyaba la educación y fue miembro de la asociación fundada por Wilhelm Adolf Lette en 1866, cuyo objetivo era mejorar la formación femenina. Desde 1877, Victoria fundó escuelas para niñas («Victoriaschule für Mädchen») dirigidas por maestros británicos, además de escuelas de enfermería («Victoriahaus zur Krankenpflege») basadas en el modelo seguido en su tierra natal.

### Madre de una gran familia
Desde su nacimiento, Guillermo, hijo mayor de Victoria, pasó por diversos tratamientos para curar su brazo atrofiado. Métodos extraños, como los llamados «baños animales» en los que se sumergía el brazo en vísceras de conejo aún calientes, era realizados con cierta regularidad. Asimismo, también fue sometido a sesiones de electroshock en un intento por reactivar los nervios que pasaban por el brazo izquierdo hasta el cuello para así impedir que la cabeza se inclinase hacia un lado.
Para Victoria, la minusvalía de su hijo era una vergüenza. Sus cartas y su diario muestran su dolor ante el brazo atrofiado de su hijo y su sentimiento de culpa por haber dado a luz a un hijo minusválido. Debido a una visita de sus padres en 1860 la princesa escribió sobre su hijo mayor: «Es realmente listo para su edad... si no tuviera ese brazo, yo estaría tan orgullosa de él».
Según Sigmund Freud, al ser incapaz de aceptar la enfermedad de su hijo, Victoria acabó alejándose de este, lo que causó un gran impacto en el comportamiento de Guillermo. Sin embargo, otros autores, como el historiador Wolfgang J. Mommsen, insisten en que la princesa era muy cariñosa con sus hijos. Según él, la princesa quería que fueran como la figura idealizada de su propio padre e intentó, como pudo, seguir los preceptos educacionales del príncipe Alberto. En 1863, Victoria y Federico compraron una casa de campo en Bornstedt para que sus hijos pudieran crecer en un ambiente semejante al de Osborne House. Sin embargo, su influencia sobre la prole tuvo una importante limitación: como todos los Hohenzollern, sus hijos recibieron una formación militar desde muy jóvenes y la princesa temía que ese tipo de educación minase sus valores.

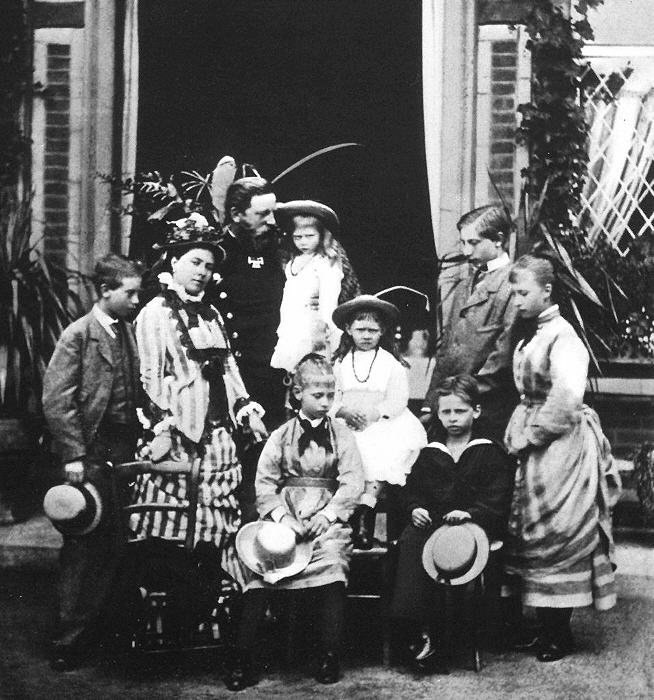
La familia de los príncipes Victoria y Federico, en 1875

Dispuestos a darle a sus hijos la mejor educación posible, Victoria y su marido confiaron la tarea al brillante, aunque estricto, filólogo calvinista Georges Ernest Hinzpeter. Con fama de liberal, Hinzpeter era un conservador convencido de que sometió a Guillermo y a Enrique a una educación rigurosa y puritana, sin elogios ni incentivos. Para completar su formación, los príncipes fueron enviados a un colegio de Kassel, a pesar de la oposición del rey y de la corte. Finalmente, Guillermo fue matriculado en la Universidad de Bonn, mientras que su hermano menor, que no mostraba ese interés intelectual, fue enviado a la Deutsche Marine con 16 años. Finalmente, la educación recibida no permitió a los hijos que desarrollasen personalidades abiertas y liberales, como sus padres pretendían.
Mientras sus dos hijos mayores se acercaban a la edad adulta, Victoria sufrió un duro golpe con la muerte del pequeño Waldemar, víctima de la difteria con apenas 11 años. Sin haberse recuperado de la muerte de Segismundo, quedó destrozada con la pérdida de otro hijo, especialmente porque murió por la misma enfermedad que su hermana, la princesa Alicia y su sobrina, la princesa María algunos meses antes. Victoria, sin embargo, intentó mantener su sufrimiento en secreto porque, a excepción de su marido, ningún otro familiar estaba dispuesto a consolarla.
Si los hijos varones eran fuentes de grandes preocupaciones, las hijas de la princesa no solían causarle problemas. La única excepción era Carlota, la mayor de las princesas. Niña con un crecimiento lento y una educación difícil, tuvo accesos de rabia durante la infancia. Al crecer, su salud se volvió delicada y, además de su personalidad caprichosa, también reveló un carácter irritable. Hoy, varios historiadores (como John Röhl, Martin Warren Martin y David Hunt) defienden la tesis de que Carlota sufría de porfiria, como su antepasado por parte de madre, el rey Jorge III del Reino Unido. Eso podría explicar los problemas gastrointestinales, las migrañas y las crisis nerviosas que atormentaban a la princesa. Los mismos historiadores creen que los dolores de cabezas y las erupciones cutáneas que Victoria trataba con dosis de morfina también eran consecuencia de la porfiria, aunque de una forma más débil que la sufrida por Carlota.

### Negociaciones matrimoniales: fuentes de conflicto
A medida que sus hijos crecieron, Victoria empezó a buscarles pretendientes. En 1878, Carlota se casó con el príncipe Bernardo III de Sajonia-Meiningen, heredero al trono de Sajonia-Meiningen, hecho que encantó a la corte berlinesa. Tres años después, empezó negociaciones para casar a Guillermo con la princesa Augusta Victoria de Schleswig-Holstein, provocando la indignación en los círculos conservadores. El canciller Bismarck criticó el proyecto, pues la princesa pertenecía a la familia que fue destronada por Prusia con la anexión de los ducados de Schleswig y Holstein en 1864. En cuanto a los Hohenzollern, estos no consideraban a los Schleswig-Holstein sus iguales ni creían que Augusta Victoria estuviera a la altura del heredero al trono. Tras varios meses de negociaciones, Victoria consiguió lo que se proponía, pero acabó decepcionándose cuando vio que su nuera no tenía la personalidad liberal que esperaba.
Sin embargo, no tuvo tanta suerte con sus planes de matrimonio para su hija Victoria. A principios de los años 1880, la joven se enamoró del príncipe Alejandro I de Bulgaria y su madre intentó obtener la autorización del káiser para el compromiso. A pesar de ocupar el trono, el príncipe era fruto de un matrimonio morganático, lo que lo colocaba en una posición de inferioridad frente la orgullosa casa de Hohenzollern. Además, la política de Alejandro en el principado balcánico desagradaba sobremanera a Rusia, tradicional aliada prusiana. Bismarck temía que el matrimonio entre una princesa alemana y un enemigo del zar Alejandro II de Rusia representase un duro golpe para la Liga de los Tres Emperadores, es decir, la alianza austro-germano-rusa. El canciller, por su parte, obtuvo la desaprobación del káiser para con la unión, para consternación de la pareja. Este nuevo conflicto entre Guillermo I y el príncipe heredero hizo que el emperador sustituyera a Federico por el príncipe Guillermo en las ceremonias oficiales y en los grandes actos públicos. En diversas ocasiones, fue el nieto de Guillermo I el que representaba a la corte de Berlín en el exterior.

## Emperatriz consorte de Alemania

### Agonía del káiser y enfermedad de Federico

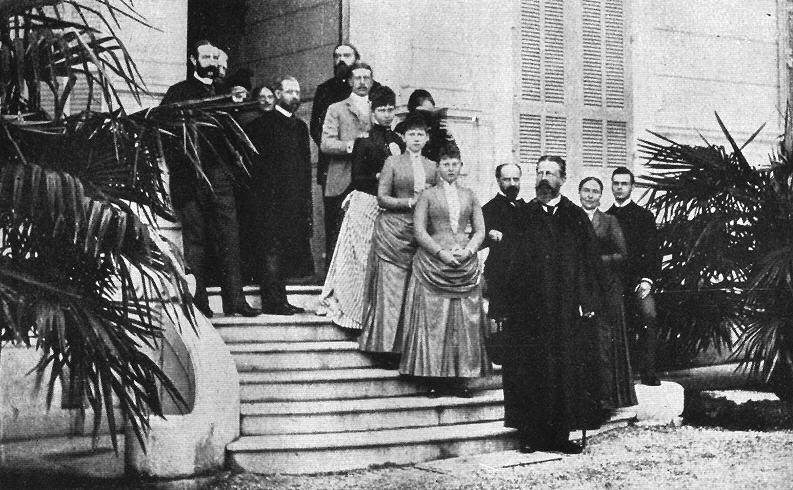
Federico con su familia en San Remo durante su tratamiento, en 1887

En 1887, tras celebrar su nonagésimo cumpleaños, la salud de Guillermo I se resintió rápidamente, lo que indicaba que la sucesión al trono se aproximaba. Sin embargo, el príncipe heredero también enfermó. Cada vez más enfermo, los médicos le dijeron que tenía cáncer de laringe. Para confirmar sus sospechas, el príncipe fue examinado por el médico británico Morell Mackenzie que, tras una biopsia, no encontró síntomas de enfermedad alguna.
Liberado por su médicos, en junio de 1887, Federico viajó con su esposa a Gran Bretaña para celebrar el jubileo de oro de su suegra, la reina Victoria. En ese viaje, la pareja llevó secretamente al castillo de Windsor tres cajas llenas de documentos personales que querían mantener lejos de los ojos del canciller Bismarck y de los Hohenzollern. Siempre dispuesto a comprometer al heredero al trono, Bismarck seguía sus intrigas contra Victoria y, con la ayuda de Hugo von Radolinski y de Götz de Seckendorff, intentó elaborar un informe contra la princesa.
Como la salud del príncipe Federico no mejoraba, Mackenzie le aconsejó que fuera a Italia para someterse a un tratamiento. Los príncipes viajaron a San Remo en septiembre de 1887, causando indignación en Berlín debido a que, a pesar del deterioro continuo de la salud del káiser, la pareja no regresaba a Alemania. A principios de noviembre, Federico perdió el habla y sus médicos fueron convocados en San Remo para realizar nuevos exámenes. Finalmente, se le diagnosticó un tumor maligno y el único tratamiento posible era la ablación de la laringe, pero el príncipe se negó a someterse a esa cirugía. Victoria apoyó la decisión de su marido, lo que provocó un serio desentendimiento con su hijo mayor, Guillermo, cuando este llegó a Italia y la acusó de alegrarse por la enfermedad de Federico. En Berlín, la agonía de Guillermo I se extendió durante varios meses hasta que, finalmente, falleció el 9 de marzo de 1888. 
Aún en San Remo, completamente mudo, su hijo lo sucedió como rey de Prusia y káiser alemán, bajo el nombre de Federico III.

### Emperatriz de los 99 días
En cuanto se convirtió en káiser, Federico nombró a su esposa dama de la Orden del Águila Negra, el mayor honor de Prusia. Tras su regreso a Berlín, la nueva emperatriz se dio cuenta de que ella y su marido parecían «sombras listas para ser sustituidas por Guillermo».
Gravemente enfermo, el emperador limitaba sus acciones políticas a algunas medidas simbólicas, como declarar una amnistía a todos los presos políticos y cesar al reaccionario ministro del Interior Robert von Puttkamer. También condecoró con la Orden del Águila Negra a diversas personas que lo apoyaron y lo aconsejaron cuando aún era príncipe heredero, como el ministro de Justicia, Heinrich von Friedberg, y al presidente del parlamento de Fráncfort, Eduard von Simson.
La emperatriz intentó usar su nueva condición para promover el matrimonio de su hija Victoria con el príncipe Alejandro I de Bulgaria (archivado desde 1886). Sin embargo, ante las dificultades provocadas por el proyecto, ella misma aconsejó a su hija que desistiera del compromiso.

### Muerte de FedericoIII y sus consecuencias

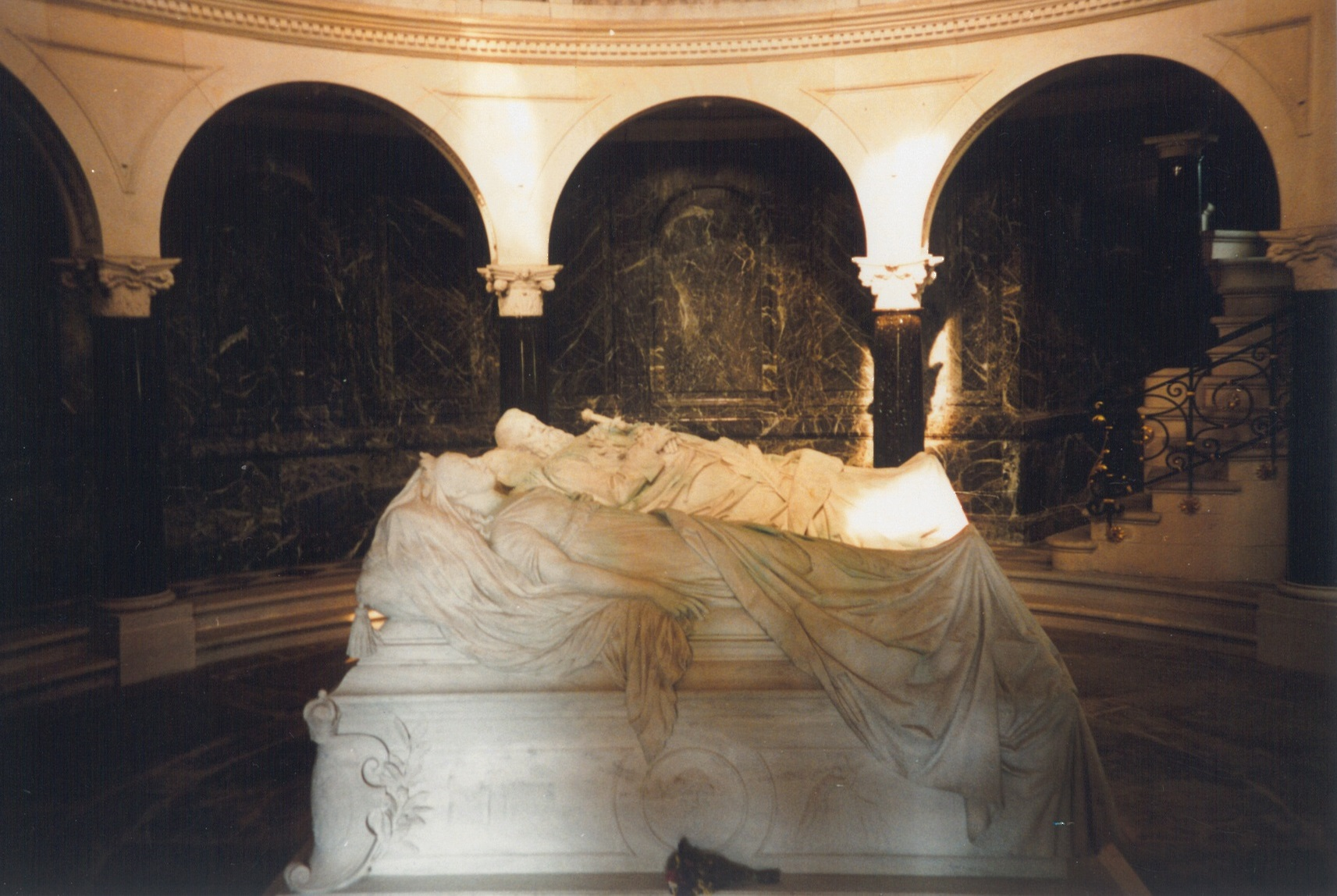
Tumbas de los emperadores Federico III y Victoria, en la Iglesia de la Paz del palacio de Sanssouci, en Potsdam

Federico III murió alrededor de las 11:00 del 15 de junio de 1888. En cuanto se anunció la muerte de soberano, su hijo y sucesor, el káiser Guillermo II ordenó la ocupación de la residencia imperial por soldados. Los aposentos de Federico y Victoria fueron cuidadosamente revisados en busca de documentos comprometedores. Sin embargo, la búsqueda no fue fructífera, debido a que, en el año anterior, toda la correspondencia de la pareja imperial había sido enviada al castillo de Windsor. Varios años después, Guillermo afirmó que el objetivo de la investigación era encontrar documentos de estado. Actualmente, sin embargo, muchos historiadores (como Hannah Pakula y Franz Herre) apuntan que lo que el nuevo emperador pretendía era recuperar documentos que pudieran amenazar su reputación.
El funeral de Federico III se produjo poco después, en Potsdam, sin grandes actos públicos. Victoria, ahora emperatriz viuda, no asistió al entierro de su marido en la Iglesia de la Paz (en alemán: Friedenskirche), ubicada en el palacio de Sanssouci. No obstante, en Bornstedt, asistió a una misa celebrada en memoria de su esposo.
En las siguientes semanas, Guillermo realizó una verdadera purga en todas las instituciones y personas próximas a sus padres. Los restos mortales del jurista Franz von Roggenbach fueron exhumados y la viuda de Ernest von Stockmar, exsecretario particular de Victoria, fue interrogada por la policía. Friedrich Heinrich Geffcken, consejero de Federico desde hacía años, fue juzgado por alta traición por publicar fragmentos del diario del fallecido emperador. Por último, Friedberg fue cesado como ministro de Justicia.

## Emperatriz viuda

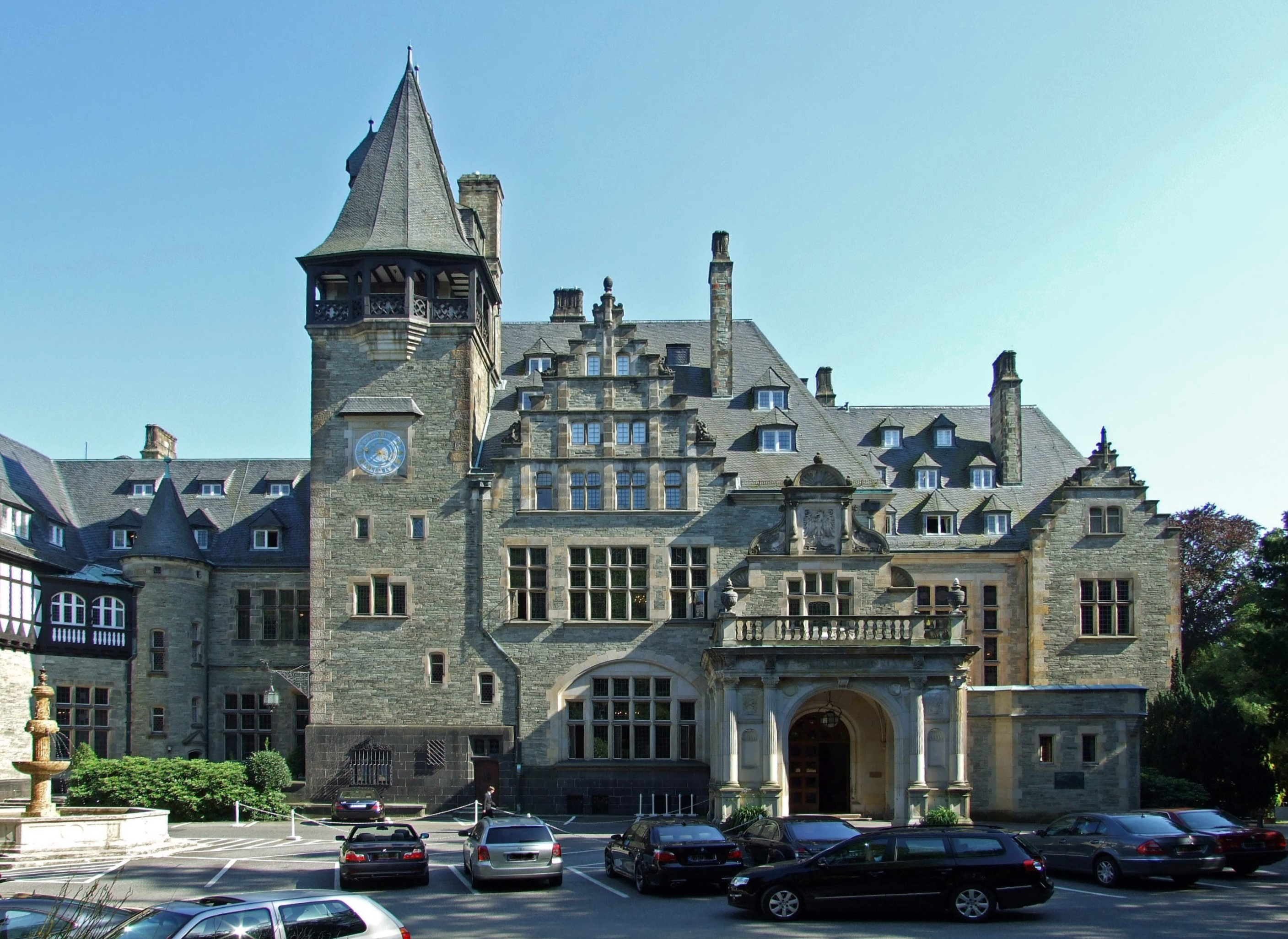
Schloss Friedrichshof

Tras enviudar, Victoria tuvo que abandonar el Nuevo Palacio de Potsdam para permitir que su hijo, Guillermo II, pudiera instalarse. Al no poder establecerse en Sanssouci, adquirió una propiedad en Kronberg im Taunus, en el antiguo electorado de Hesse-Kassel. Allí, construyó un castillo que recibió el nombre de Friedrichshof en homenaje a su marido.
Al haber heredado varios millones de marcos de la riquísima duquesa de Galliera, Victoria pudo financiar la construcción y ampliación del castillo. Con la conclusión de las obras, en 1894, pasó la mayor parte del año en la propiedad con sus hijas menores, de donde solo salía para viajar al exterior. Para disgusto del káiser, que prefería que abandonara Alemania, Victoria formó su propia corte y mantuvo estrechos vínculos en los círculos liberales.
En octubre de 1889, la princesa Sofía, penúltima hija de la emperatriz, se casó con el futuro Constantino I de Grecia y abandonó la residencia materna. Al año siguiente, la princesa Victoria, infeliz expretendiente del soberano de Bulgaria, se casó con Adolfo de Schaumburg-Lippe, futuro regente del Principado de Lippe. Finalmente, en 1893, la princesa Margarita se casó con Federico Carlos de Hesse-Kassel, elegido en 1918 para el trono del efímero Reino de Finlandia. Aunque satisfecha con estos compromisos, la emperatriz viuda se sentía cada vez más aislada tras la salida de sus hijas. De hecho, fue completamente apartada de la vida pública por Guillermo II. 
Con la muerte de su suegra, la emperatriz Augusta en 1890, Victoria tuvo esperanzas en sucederla al frente de la Cruz Roja Alemana y de la Asociación de Mujeres Patriotas (en alemán: Vaterländischer Frauenverein). Sin embargo, su nuera, la emperatriz consorte Augusta Victoria fue la que asumió la presidencia de dichas entidades, lo que causó una profunda amargura a Victoria.
La emperatriz viuda no dudó en criticar duramente las políticas y el comportamiento de su hijo. Cuando Guillermo escribió en el libro de visitas de Múnich las palabras «Suprema lex regis voluntas» («La voluntad del rey es la ley suprema»), ella, indignada, escribió a su madre:

El zar, un papa infalible, un Borbón o nuestro pobre Carlos I podrían haber pronunciado esa frase, pero un monarca del siglo XIX... Dios mío, creo que (...) el hijo de Fritz y el nieto de mi querido padre ha tomado esa dirección y apenas comprende los principios con los cuales aún es posible gobernar.

## Últimos años

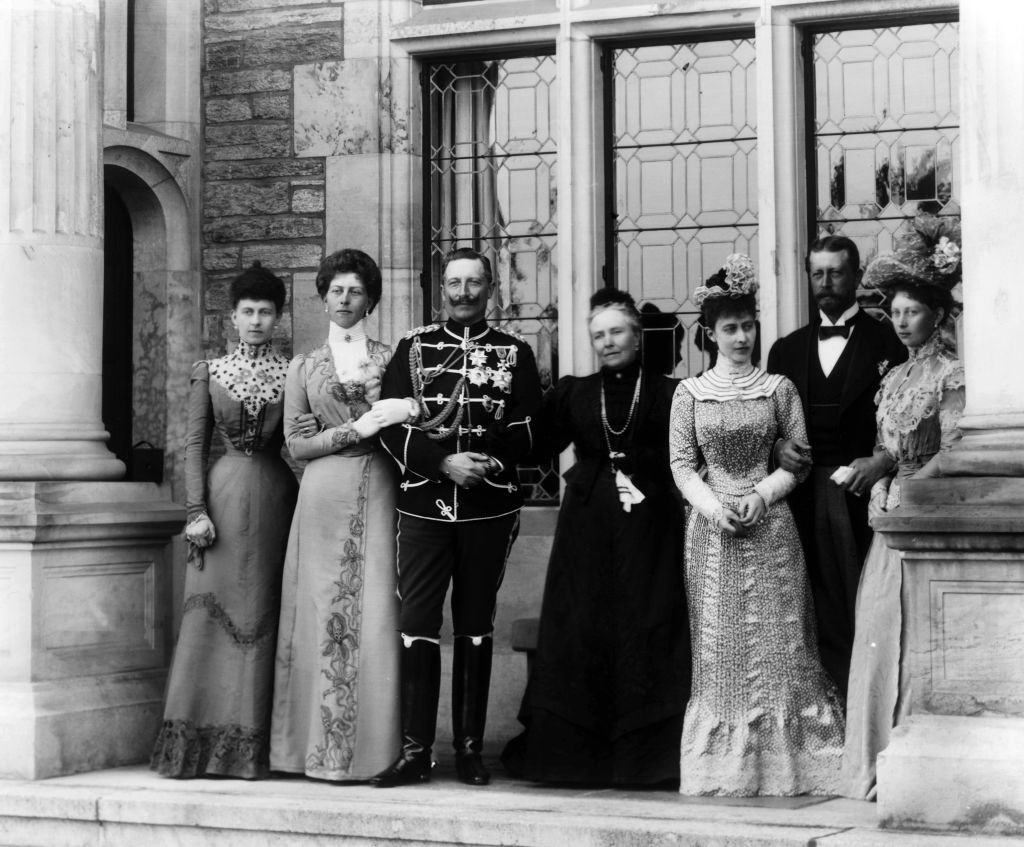
La emperatriz viuda con sus hijos en 1900, un año antes de su muerte

Victoria dedicó los últimos años de su vida a la pintura y solía visitar la colonia de artistas de Kronberg, donde se reunía regularmente con el pintor Norbert Schroeder. También, solía pasear por la mañana y pasaba largas horas escribiendo cartas o leyendo en la biblioteca de su castillo.
A finales de 1898, los médicos le diagnosticaron cáncer de mama, obligándola a permanecer en cama durante largos períodos. El 23 de febrero de 1901, le confirió a Frederick Ponsonby, secretario personal de su hermano, el rey Eduardo VII, sus documentos personales y le encargó que los llevara de vuelta al Reino Unido. 
La emperatriz Victoria falleció el 5 de agosto de 1901, pocos meses después que su madre, la reina Victoria. Sus restos fueron sepultados junto a los de su marido, en la cripta real de la Iglesia de la Paz del palacio de Sanssouci.

## Títulos y órdenes

### Títulos
| ● 21 de noviembre de 1840-19 de enero de 1841: | Su alteza serenísima la princesa Victoria                                                                              |
| ● 19 de enero de 1841-25 de enero de 1858:     | Su alteza real la princesa real                                                                                        |
| ● 25 de enero de 1858-2 de enero de 1861:      | Su alteza real la princesa Victoria de Prusia                                                                          |
| ● 2 de enero de 1861-18 de enero de 1871:      | Su alteza real la princesa heredera de Prusia                                                                          |
| ● 18 de enero de 1871-9 de marzo de 1888:      | Su alteza imperial (protocolario: Su alteza imperial y real) la princesa heredera alemana, princesa heredera de Prusia |
| ● 9 de marzo de 1888-15 de junio de 1888:      | Su majestad (protocolario: Su majestad imperial y real) la emperatriz de Alemania, reina de Prusia                     |
| ● 15 de junio de 1888-5 de agosto de 1901:     | Su majestad (protocolario: Su majestad imperial y real) la emperatriz viuda de Alemania, reina viuda de Prusia         |

### Órdenes
- Dama de primera clase de la Real Orden de Victoria y Alberto.[129] (Reino Unido)
- 20 de enero de 1878: Dama de la Orden de las Damas Nobles de la Reina María Luisa.[130] (Reino de España)
- Dama de la Orden de la Corona de la India.[131] (Imperio británico, 31 de diciembre de 1877)
- Dama de la Orden del León Dorado. ( Hesse-Darmstadt, 24 de mayo de 1888)[132]
- Dama de la Orden de las Damas Nobles de la Reina María Luisa.[130] (Reino de España, 20 de enero de 1878)

## Descendencia
| Nombre                   | Imagen | Fecha de nacimiento      | fecha de defunción      | Notas                                                                                    |
| ------------------------ | ------ | ------------------------ | ----------------------- | ---------------------------------------------------------------------------------------- |
| Guillermo II de Alemania |        | 27 de enero de 1859      | 4 de junio de 1941      | Se casó con Augusta Victoria de Schleswig-Holstein y después con Herminia de Reuss-Greiz |
| Carlota de Prusia        |        | 24 de julio de 1860      | 1 de octubre de 1919    | Se casó con Bernardo III de Sajonia-Meiningen.                                           |
| Enrique de Prusia        |        | 14 de agosto de 1862     | 20 de abril de 1929     | Se casó con Irene de Hesse-Darmstadt.                                                    |
| Segismundo de Prusia     |        | 15 de septiembre de 1864 | 18 de junio de 1866     | Murió de meningitis.                                                                     |
| Victoria de Prusia       |        | 12 de abril de 1866      | 13 de noviembre de 1929 | Se casó con Adolfo de Schaumburg-Lippe y posteriormente con Alexander Zoubkoff.          |
| Waldemar de Prusia       |        | 10 de febrero de 1868    | 27 de marzo de 1879     | Murió de difteria.                                                                       |
| Sofía de Prusia          |        | 14 de junio de 1870      | 13 de enero de 1932     | Se casó con Constantino I de Grecia.                                                     |
| Margarita de Prusia      |        | 22 de abril de 1872      | 22 de enero de 1954     | Se casó con Federico Carlos de Hesse-Kassel.                                             |

## Ancestros
| \| \| \| \| \| \| \| \| \| \| \| \| \| \| \| \| \| \| \| \| 16. Ernesto Federico de Sajonia-Coburgo-Saalfeld \| \| \| \| \| \| \| \| \| \| \| \| \| \| \| \| \| \| \| \| \| \| \| \| \| \| \| \| \| \| \| \| \| \| \| \| \| \| \| \| \| \| \| \| \| \| \| \| \| \| \| \| \| \| 8. Francisco de Sajonia-Coburgo-Saalfeld \| \| \| \| \| \| \| \| \| \| \| \| \| \| \| \| \| \| \| \| \| \| \| \| \| \| \| \| \| \| \| \| \| \| \| \| \| \| \| \| \| \| \| \| \| \| \| \| \| \| \| \| \| \| 17. Sofía Antonia de Brunswick-Wolfenbüttel \| \| \| \| \| \| \| \| \| \| \| \| \| \| \| \| \| \| \| \| \| \| \| \| \| \| \| \| \| \| \| \| \| \| \| \| \| \| \| \| \| \| \| \| \| \| \| \| \| \| \| \| \| \| 4. Ernesto I de Sajonia-Coburgo-Gotha \| \| \| \| \| \| \| \| \| \| \| \| \| \| \| \| \| \| \| \| \| \| \| \| \| \| \| \| \| \| \| \| \| \| \| \| \| \| \| \| \| \| \| \| \| \| \| \| \| \| \| \| \| \| 18. Enrique XXIV de Reuss-Ebersdorf \| \| \| \| \| \| \| \| \| \| \| \| \| \| \| \| \| \| \| \| \| \| \| \| \| \| \| \| \| \| \| \| \| \| \| \| \| \| \| \| \| \| \| \| \| \| \| \| \| \| \| \| \| \| 9. Augusta de Reuss-Ebersdorf \| \| \| \| \| \| \| \| \| \| \| \| \| \| \| \| \| \| \| \| \| \| \| \| \| \| \| \| \| \| \| \| \| \| \| \| \| \| \| \| \| \| \| \| \| \| \| \| \| \| \| \| \| \| 19. Carolina Ernestina de Erbach-Schönberg \| \| \| \| \| \| \| \| \| \| \| \| \| \| \| \| \| \| \| \| \| \| \| \| \| \| \| \| \| \| \| \| \| \| \| \| \| \| \| \| \| \| \| \| \| \| \| \| \| \| \| \| \| \| 2. Alberto de Sajonia-Coburgo-Gotha \| \| \| \| \| \| \| \| \| \| \| \| \| \| \| \| \| \| \| \| \| \| \| \| \| \| \| \| \| \| \| \| \| \| \| \| \| \| \| \| \| \| \| \| \| \| \| \| \| \| \| \| \| \| 20. Ernesto II de Sajonia-Gotha-Altenburgo \| \| \| \| \| \| \| \| \| \| \| \| \| \| \| \| \| \| \| \| \| \| \| \| \| \| \| \| \| \| \| \| \| \| \| \| \| \| \| \| \| \| \| \| \| \| \| \| \| \| \| \| \| \| 10. Augusto de Sajonia-Gotha-Altenburgo \| \| \| \| \| \| \| \| \| \| \| \| \| \| \| \| \| \| \| \| \| \| \| \| \| \| \| \| \| \| \| \| \| \| \| \| \| \| \| \| \| \| \| \| \| \| \| \| \| \| \| \| \| \| 21. Carlota de Sajonia-Meiningen \| \| \| \| \| \| \| \| \| \| \| \| \| \| \| \| \| \| \| \| \| \| \| \| \| \| \| \| \| \| \| \| \| \| \| \| \| \| \| \| \| \| \| \| \| \| \| \| \| \| \| \| \| \| 5. Luisa de Sajonia-Gotha-Altenburgo \| \| \| \| \| \| \| \| \| \| \| \| \| \| \| \| \| \| \| \| \| \| \| \| \| \| \| \| \| \| \| \| \| \| \| \| \| \| \| \| \| \| \| \| \| \| \| \| \| \| \| \| \| \| 22. Federico Francisco I de Mecklemburgo-Schwerin \| \| \| \| \| \| \| \| \| \| \| \| \| \| \| \| \| \| \| \| \| \| \| \| \| \| \| \| \| \| \| \| \| \| \| \| \| \| \| \| \| \| \| \| \| \| \| \| \| \| \| \| \| \| 11. Luisa Carlota de Mecklemburgo-Schwerin \| \| \| \| \| \| \| \| \| \| \| \| \| \| \| \| \| \| \| \| \| \| \| \| \| \| \| \| \| \| \| \| \| \| \| \| \| \| \| \| \| \| \| \| \| \| \| \| \| \| \| \| \| \| 23. Luisa de Sajonia-Coburgo-Gotha \| \| \| \| \| \| \| \| \| \| \| \| \| \| \| \| \| \| \| \| \| \| \| \| \| \| \| \| \| \| \| \| \| \| \| \| \| \| \| \| \| \| \| \| \| \| \| \| \| \| \| \| \| \| 1. Victoria del Reino Unido \| \| \| \| \| \| \| \| \| \| \| \| \| \| \| \| \| \| \| \| \| \| \| \| \| \| \| \| \| \| \| \| \| \| \| \| \| \| \| \| \| \| \| \| \| \| \| \| \| \| \| \| \| \| 24. Federico Luis de Gales \| \| \| \| \| \| \| \| \| \| \| \| \| \| \| \| \| \| \| \| \| \| \| \| \| \| \| \| \| \| \| \| \| \| \| \| \| \| \| \| \| \| \| \| \| \| \| \| \| \| \| \| \| \| 12. Jorge III del Reino Unido \| \| \| \| \| \| \| \| \| \| \| \| \| \| \| \| \| \| \| \| \| \| \| \| \| \| \| \| \| \| \| \| \| \| \| \| \| \| \| \| \| \| \| \| \| \| \| \| \| \| \| \| \| \| 25. Augusta de Sajonia-Gotha \| \| \| \| \| \| \| \| \| \| \| \| \| \| \| \| \| \| \| \| \| \| \| \| \| \| \| \| \| \| \| \| \| \| \| \| \| \| \| \| \| \| \| \| \| \| \| \| \| \| \| \| \| \| 6. Eduardo de Kent \| \| \| \| \| \| \| \| \| \| \| \| \| \| \| \| \| \| \| \| \| \| \| \| \| \| \| \| \| \| \| \| \| \| \| \| \| \| \| \| \| \| \| \| \| \| \| \| \| \| \| \| \| \| 26. Carlos Luis de Mecklemburgo-Strelitz \| \| \| \| \| \| \| \| \| \| \| \| \| \| \| \| \| \| \| \| \| \| \| \| \| \| \| \| \| \| \| \| \| \| \| \| \| \| \| \| \| \| \| \| \| \| \| \| \| \| \| \| \| \| 13. Carlota de Mecklemburgo-Strelitz \| \| \| \| \| \| \| \| \| \| \| \| \| \| \| \| \| \| \| \| \| \| \| \| \| \| \| \| \| \| \| \| \| \| \| \| \| \| \| \| \| \| \| \| \| \| \| \| \| \| \| \| \| \| 27. Isabel Albertina de Sajonia-Hildburghausen \| \| \| \| \| \| \| \| \| \| \| \| \| \| \| \| \| \| \| \| \| \| \| \| \| \| \| \| \| \| \| \| \| \| \| \| \| \| \| \| \| \| \| \| \| \| \| \| \| \| \| \| \| \| 3. Victoria I del Reino Unido \| \| \| \| \| \| \| \| \| \| \| \| \| \| \| \| \| \| \| \| \| \| \| \| \| \| \| \| \| \| \| \| \| \| \| \| \| \| \| \| \| \| \| \| \| \| \| \| \| \| \| \| \| \| 28. Ernesto Federico de Sajonia-Coburgo-Saalfeld (= 16) \| \| \| \| \| \| \| \| \| \| \| \| \| \| \| \| \| \| \| \| \| \| \| \| \| \| \| \| \| \| \| \| \| \| \| \| \| \| \| \| \| \| \| \| \| \| \| \| \| \| \| \| \| \| 14. Francisco de Sajonia-Coburgo-Saalfeld (= 8) \| \| \| \| \| \| \| \| \| \| \| \| \| \| \| \| \| \| \| \| \| \| \| \| \| \| \| \| \| \| \| \| \| \| \| \| \| \| \| \| \| \| \| \| \| \| \| \| \| \| \| \| \| \| 29. Sofía Antonia de Brunswick-Wolfenbüttel (= 17) \| \| \| \| \| \| \| \| \| \| \| \| \| \| \| \| \| \| \| \| \| \| \| \| \| \| \| \| \| \| \| \| \| \| \| \| \| \| \| \| \| \| \| \| \| \| \| \| \| \| \| \| \| \| 7. Victoria de Sajonia-Coburgo-Saalfeld \| \| \| \| \| \| \| \| \| \| \| \| \| \| \| \| \| \| \| \| \| \| \| \| \| \| \| \| \| \| \| \| \| \| \| \| \| \| \| \| \| \| \| \| \| \| \| \| \| \| \| \| \| \| 30. Enrique XXIV de Reuss-Ebersdorf (= 18) \| \| \| \| \| \| \| \| \| \| \| \| \| \| \| \| \| \| \| \| \| \| \| \| \| \| \| \| \| \| \| \| \| \| \| \| \| \| \| \| \| \| \| \| \| \| \| \| \| \| \| \| \| \| 15. Augusta de Reuss-Ebersdorf (= 9) \| \| \| \| \| \| \| \| \| \| \| \| \| \| \| \| \| \| \| \| \| \| \| \| \| \| \| \| \| \| \| \| \| \| \| \| \| \| \| \| \| \| \| \| \| \| \| \| \| \| \| \| \| \| 31. Carolina Ernestina de Erbach-Schönberg (= 19) \| \| \| \| \| \| \| \| \| \| \| \| \| \| \| \| \| \| \| \| \| \| \| \| \| \| \| \| \| \| \| \| \| \| \| \| \| \| \| \| \| \| \| \| \| \| \| \| \| \| \| \| |                                                         |  |  |  |  |  |  |  |  |  |  |  |  |  |  |  |
| |                                                         |  |  |  |  |  |  |  |  |  |  |  |  |  |  |  |
| | 16. Ernesto Federico de Sajonia-Coburgo-Saalfeld        |  |  |  |  |  |  |  |  |  |  |  |  |  |  |  |
| |                                                         |  |  |  |  |  |  |  |  |  |  |  |  |  |  |  |
| |                                                         |  |  |  |  |  |  |  |  |  |  |  |  |  |  |  |
| | 8. Francisco de Sajonia-Coburgo-Saalfeld                |  |  |  |  |  |  |  |  |  |  |  |  |  |  |  |
| |                                                         |  |  |  |  |  |  |  |  |  |  |  |  |  |  |  |
| |                                                         |  |  |  |  |  |  |  |  |  |  |  |  |  |  |  |
| | 17. Sofía Antonia de Brunswick-Wolfenbüttel             |  |  |  |  |  |  |  |  |  |  |  |  |  |  |  |
| |                                                         |  |  |  |  |  |  |  |  |  |  |  |  |  |  |  |
| |                                                         |  |  |  |  |  |  |  |  |  |  |  |  |  |  |  |
| | 4. Ernesto I de Sajonia-Coburgo-Gotha                   |  |  |  |  |  |  |  |  |  |  |  |  |  |  |  |
| |                                                         |  |  |  |  |  |  |  |  |  |  |  |  |  |  |  |
| |                                                         |  |  |  |  |  |  |  |  |  |  |  |  |  |  |  |
| | 18. Enrique XXIV de Reuss-Ebersdorf                     |  |  |  |  |  |  |  |  |  |  |  |  |  |  |  |
| |                                                         |  |  |  |  |  |  |  |  |  |  |  |  |  |  |  |
| |                                                         |  |  |  |  |  |  |  |  |  |  |  |  |  |  |  |
| | 9. Augusta de Reuss-Ebersdorf                           |  |  |  |  |  |  |  |  |  |  |  |  |  |  |  |
| |                                                         |  |  |  |  |  |  |  |  |  |  |  |  |  |  |  |
| |                                                         |  |  |  |  |  |  |  |  |  |  |  |  |  |  |  |
| | 19. Carolina Ernestina de Erbach-Schönberg              |  |  |  |  |  |  |  |  |  |  |  |  |  |  |  |
| |                                                         |  |  |  |  |  |  |  |  |  |  |  |  |  |  |  |
| |                                                         |  |  |  |  |  |  |  |  |  |  |  |  |  |  |  |
| | 2. Alberto de Sajonia-Coburgo-Gotha                     |  |  |  |  |  |  |  |  |  |  |  |  |  |  |  |
| |                                                         |  |  |  |  |  |  |  |  |  |  |  |  |  |  |  |
| |                                                         |  |  |  |  |  |  |  |  |  |  |  |  |  |  |  |
| | 20. Ernesto II de Sajonia-Gotha-Altenburgo              |  |  |  |  |  |  |  |  |  |  |  |  |  |  |  |
| |                                                         |  |  |  |  |  |  |  |  |  |  |  |  |  |  |  |
| |                                                         |  |  |  |  |  |  |  |  |  |  |  |  |  |  |  |
| | 10. Augusto de Sajonia-Gotha-Altenburgo                 |  |  |  |  |  |  |  |  |  |  |  |  |  |  |  |
| |                                                         |  |  |  |  |  |  |  |  |  |  |  |  |  |  |  |
| |                                                         |  |  |  |  |  |  |  |  |  |  |  |  |  |  |  |
| | 21. Carlota de Sajonia-Meiningen                        |  |  |  |  |  |  |  |  |  |  |  |  |  |  |  |
| |                                                         |  |  |  |  |  |  |  |  |  |  |  |  |  |  |  |
| |                                                         |  |  |  |  |  |  |  |  |  |  |  |  |  |  |  |
| | 5. Luisa de Sajonia-Gotha-Altenburgo                    |  |  |  |  |  |  |  |  |  |  |  |  |  |  |  |
| |                                                         |  |  |  |  |  |  |  |  |  |  |  |  |  |  |  |
| |                                                         |  |  |  |  |  |  |  |  |  |  |  |  |  |  |  |
| | 22. Federico Francisco I de Mecklemburgo-Schwerin       |  |  |  |  |  |  |  |  |  |  |  |  |  |  |  |
| |                                                         |  |  |  |  |  |  |  |  |  |  |  |  |  |  |  |
| |                                                         |  |  |  |  |  |  |  |  |  |  |  |  |  |  |  |
| | 11. Luisa Carlota de Mecklemburgo-Schwerin              |  |  |  |  |  |  |  |  |  |  |  |  |  |  |  |
| |                                                         |  |  |  |  |  |  |  |  |  |  |  |  |  |  |  |
| |                                                         |  |  |  |  |  |  |  |  |  |  |  |  |  |  |  |
| | 23. Luisa de Sajonia-Coburgo-Gotha                      |  |  |  |  |  |  |  |  |  |  |  |  |  |  |  |
| |                                                         |  |  |  |  |  |  |  |  |  |  |  |  |  |  |  |
| |                                                         |  |  |  |  |  |  |  |  |  |  |  |  |  |  |  |
| | 1. Victoria del Reino Unido                             |  |  |  |  |  |  |  |  |  |  |  |  |  |  |  |
| |                                                         |  |  |  |  |  |  |  |  |  |  |  |  |  |  |  |
| |                                                         |  |  |  |  |  |  |  |  |  |  |  |  |  |  |  |
| | 24. Federico Luis de Gales                              |  |  |  |  |  |  |  |  |  |  |  |  |  |  |  |
| |                                                         |  |  |  |  |  |  |  |  |  |  |  |  |  |  |  |
| |                                                         |  |  |  |  |  |  |  |  |  |  |  |  |  |  |  |
| | 12. Jorge III del Reino Unido                           |  |  |  |  |  |  |  |  |  |  |  |  |  |  |  |
| |                                                         |  |  |  |  |  |  |  |  |  |  |  |  |  |  |  |
| |                                                         |  |  |  |  |  |  |  |  |  |  |  |  |  |  |  |
| | 25. Augusta de Sajonia-Gotha                            |  |  |  |  |  |  |  |  |  |  |  |  |  |  |  |
| |                                                         |  |  |  |  |  |  |  |  |  |  |  |  |  |  |  |
| |                                                         |  |  |  |  |  |  |  |  |  |  |  |  |  |  |  |
| | 6. Eduardo de Kent                                      |  |  |  |  |  |  |  |  |  |  |  |  |  |  |  |
| |                                                         |  |  |  |  |  |  |  |  |  |  |  |  |  |  |  |
| |                                                         |  |  |  |  |  |  |  |  |  |  |  |  |  |  |  |
| | 26. Carlos Luis de Mecklemburgo-Strelitz                |  |  |  |  |  |  |  |  |  |  |  |  |  |  |  |
| |                                                         |  |  |  |  |  |  |  |  |  |  |  |  |  |  |  |
| |                                                         |  |  |  |  |  |  |  |  |  |  |  |  |  |  |  |
| | 13. Carlota de Mecklemburgo-Strelitz                    |  |  |  |  |  |  |  |  |  |  |  |  |  |  |  |
| |                                                         |  |  |  |  |  |  |  |  |  |  |  |  |  |  |  |
| |                                                         |  |  |  |  |  |  |  |  |  |  |  |  |  |  |  |
| | 27. Isabel Albertina de Sajonia-Hildburghausen          |  |  |  |  |  |  |  |  |  |  |  |  |  |  |  |
| |                                                         |  |  |  |  |  |  |  |  |  |  |  |  |  |  |  |
| |                                                         |  |  |  |  |  |  |  |  |  |  |  |  |  |  |  |
| | 3. Victoria I del Reino Unido                           |  |  |  |  |  |  |  |  |  |  |  |  |  |  |  |
| |                                                         |  |  |  |  |  |  |  |  |  |  |  |  |  |  |  |
| |                                                         |  |  |  |  |  |  |  |  |  |  |  |  |  |  |  |
| | 28. Ernesto Federico de Sajonia-Coburgo-Saalfeld (= 16) |  |  |  |  |  |  |  |  |  |  |  |  |  |  |  |
| |                                                         |  |  |  |  |  |  |  |  |  |  |  |  |  |  |  |
| |                                                         |  |  |  |  |  |  |  |  |  |  |  |  |  |  |  |
| | 14. Francisco de Sajonia-Coburgo-Saalfeld (= 8)         |  |  |  |  |  |  |  |  |  |  |  |  |  |  |  |
| |                                                         |  |  |  |  |  |  |  |  |  |  |  |  |  |  |  |
| |                                                         |  |  |  |  |  |  |  |  |  |  |  |  |  |  |  |
| | 29. Sofía Antonia de Brunswick-Wolfenbüttel (= 17)      |  |  |  |  |  |  |  |  |  |  |  |  |  |  |  |
| |                                                         |  |  |  |  |  |  |  |  |  |  |  |  |  |  |  |
| |                                                         |  |  |  |  |  |  |  |  |  |  |  |  |  |  |  |
| | 7. Victoria de Sajonia-Coburgo-Saalfeld                 |  |  |  |  |  |  |  |  |  |  |  |  |  |  |  |
| |                                                         |  |  |  |  |  |  |  |  |  |  |  |  |  |  |  |
| |                                                         |  |  |  |  |  |  |  |  |  |  |  |  |  |  |  |
| | 30. Enrique XXIV de Reuss-Ebersdorf (= 18)              |  |  |  |  |  |  |  |  |  |  |  |  |  |  |  |
| |                                                         |  |  |  |  |  |  |  |  |  |  |  |  |  |  |  |
| |                                                         |  |  |  |  |  |  |  |  |  |  |  |  |  |  |  |
| | 15. Augusta de Reuss-Ebersdorf (= 9)                    |  |  |  |  |  |  |  |  |  |  |  |  |  |  |  |
| |                                                         |  |  |  |  |  |  |  |  |  |  |  |  |  |  |  |
| |                                                         |  |  |  |  |  |  |  |  |  |  |  |  |  |  |  |
| | 31. Carolina Ernestina de Erbach-Schönberg (= 19)       |  |  |  |  |  |  |  |  |  |  |  |  |  |  |  |
| |                                                         |  |  |  |  |  |  |  |  |  |  |  |  |  |  |  |
| |                                                         |  |  |  |  |  |  |  |  |  |  |  |  |  |  |  |

### Memorias
- Victoria (emperatriz consorte Victoria). The Empress Frederick: A Memoir, Kessinger Publishing, 2009 (ISBN 1-104-38795-6) (en inglés)

### Correspondencias
- Empress Victoria. The Empress Frederick Writes to Sophie, Her Daughter, Crown Princess and Later Queen of the Hellenes, Letters 1889-1901, Faber & Faber Limited, Londres, 1955 (en inglés)
- Crown Princess Frederick. Beloved Mama: Private Correspondence of Queen Victoria and the German Crown Princess, 1878-1885, Evans Brothers, Londres, 1981. (ISBN 0-237-44997-8) (en inglés)
- Crown Princess Frederick. Dearest Mama: Letters Between Queen Victoria and the Crown Princess of Prussia, 1861-1864, Evans Brothers, Londres, 1968 (ISBN 0-237-44410-0) (en inglés)
- Empress Frederick; Ponsonby, Frederick. Letters of the Empress Frederick, MacMillan & Co. Londres, 1928 (en inglés)
- Queen Victoria of Great-Britain. Beloved & Darling Child: Last Letters Between Queen Victoria & Her Eldest Daughter, 1886-1901, Sutton Publishing Ltd, 1998. (ISBN 0-7509-1825-X) (en inglés)
- Queen Victoria of Great-Britain, Dearest Child: Letters Between Queen Victoria and the Princess Royal, 1858-1861, Evans Brothers, Londres, 1977 (ISBN 0-237-44781-9) (en inglés)

### Sobre Victoria
- Feuerstein-Praßer, Karin. Die deutschen Kaiserinnen. 1871–1918, Piper Verlag, Múnich, 2005 (ISBN 3-492-23641-3) (en alemán)
- Herre, Franz. Kaiserin Friedrich – Victoria, eine Engländerin in Deutschland, Hohenheim Verlag, Stuttgart, 2006. (ISBN 3-89850-142-6) (en alemán)
- Müller, Friedrich Ludwig. Vicky. Aus dem Leben der Victoria von Preußen - Kaiserin für 99 Tage, Bonn, 2005. (ISBN 3-936942-64-1) (en alemán)
- Pakula, Hannah. Victoria. Tochter Queen Victorias, Gemahlin des preußischen Kronprinzen, Mutter Wilhelm II, Marion von Schröder-Verlag, Múnich, 1999. (ISBN 3-547-77360-1) (en alemán)
- Pakula, Hannah. An Uncommon Woman: The Life Of Princess Vicky: The Empress Frederick, Phoenix, New Ed edition, 2002 (ISBN 1-84212-623-7) (en inglés)
- Princess Catherine Radziwill, The Empress Frederick, Kessinger Publishing, 2007. (ISBN 1-4325-6581-8) (en alemán)
- Sinclair, Andrew. Victoria – Kaiserin für 99 Tage, Gustav Lübbe Verlag, Bergisch Gladbach, 1987. (ISBN 3-404-61086-5) (en alemán)

### Sobre Victoria y su familia
- Clay, Catherine. Le roi, l'empereur et le tsar: Les trois cousins quit ont entraîné le monde dans la guerre, Librairie Académique Perrin, 2008 (ISBN 2-262-02855-9) (en francés)
- Dobson, Christopher. Chronique de l'Angleterre, Édition Chronique, 1998 (ISBN 2-905969-70-9) (en francés)
- Kollander, Patricia. Frederick III – Germany’s Liberal Emperor, Greenwood Press, Westport, 1995 (ISBN 0-313-29483-6) (en inglés)
- Mommsen, Wolfgang J. War der Kaiser an allem schuld – Wilhelm II. und die preußisch-deutschen Machteliten, Ullstein Verlag, Berlín 2005 (ISBN 3-548-36765-8) (en alemán)
- Rogasch, Wilfried. Victoria & Albert, Vicky & The Kaiser: ein Kapitel deutsch-englischer Familiengeschichte, Hatje Verlag, Ostfildern-Ruit, 1997 (ISBN 3-86102-091-2) (en alemán)
- Röhl, John C. G. Kaiser, Hof und Staat – Wilhelm II. und die deutsche Politik, Múnich, 1988 (ISBN 978-3-406-49405-5) (en alemán)
- Röhl, John C. G.; Warren, Martin; Hunt, David Hunt. Purple Secret, Bantam Press, Londres, 1999 (ISBN 0-552-14550-5) (en inglés)
- Rosador, Kurt Tetzeli von; Mersmann, Arndt Mersmann. Queen Victoria – Ein biographisches Lesebuch aus ihren Briefen und Tagebüchern, Deutscher Taschenbuchverlag, Múnich, 2001 (ISBN 3-423-12846-1) (en alemán)

### Otros trabajos
- Engelberg, Ernst. Bismarck – Urpreuße und Reichsgründer, Siedler Verlag, Berlín, 1985 (ISBN 3-88680-121-7) (en alemán)
- Kerautret, Michel. Histoire de la Prusse, París, éditions du Seuil, 2005 (ISBN 2-02-041698-0) (en francés)
- Poloni, Bernard. L'Empire allemand de l'unité du Reich au départ de Bismarck, 1871-1890, Du Temps, 2002 (ISBN 2-84274-206-0) (en francés)